# Sverige under andra världskriget

Sveriges läge i Europa år 1942 där:
Sverige
Nazityskland
Områden under tysk ockupation
Tyska allierade och marionettstater
De allierade och deras ockuperade territorier
Andra neutrala territorier

Sverige under andra världskriget är Sveriges historia under andra världskriget från 1939 till 1945. Sveriges politik under andra världskriget var att hålla landet utanför kriget. Därför förklarade regeringen att Sverige förhöll sig neutralt, i folkrättslig mening, till de krigförande staterna. I praktiken innebar det att Sverige hjälpte Nazi-Tyskland att kriga, genom att exportera stora mängder järn till tyska vapen och låta miljoner tyska soldater resa fritt genom Sverige med tåg till och från Norge, som Tyskland ockuperade. I takt med att krigslyckan vände för Tyskland började Sverige samarbeta allt närmare med de allierade.
När fientligheterna började 1 september 1939 var det osäkert vad som skulle hända med Sverige. Även om 20 länder i Europa deklarerade sin neutralitet vid krigets början klarade bara sju av dessa att upprätthålla denna neutralitet under hela kriget. Dessa länder var, förutom Sverige, Irland, Portugal, Spanien, Andorra, Liechtenstein, Schweiz och Vatikanstaten. Den svenska neutralitetspolitiken hade traditioner sedan Napoleonkrigens dagar. Vinterkriget mellan Finland och Sovjetunionen blev ett undantag. Efter dess utbrott deklarerade regeringen i december 1939 istället att Sverige skulle vara icke krigförande part i denna konflikt.
Sveriges läge på den skandinaviska halvön, dess förmåga att under lång tid förhålla sig neutralt i internationella konflikter, dess militära upprustning efter 1940 och krigshändelsernas allmänna förlopp bidrog till att Sverige inte blev direkt indraget i världskriget. En annan avgörande faktor var de eftergifter som Regeringen Hansson III gjorde till Tyskland beträffande svensk export till Tyskland, och transiteringstrafiken med tyska militärtransporter av personal och materiel på de svenska järnvägarna till Norge och mellan Norge och Finland. Såväl Joseph Goebbels som svenska forskare har bedömt att Sverige hade varit lätt att inta om Tyskland hade anfallit 1940 samtidigt som Norge och Danmark. Kring år 1943 tog Tyskland fram en detaljerad anfallsplan mot Sverige, men forskare är oeniga om huruvida Sverige verkligen var allvarligt hotat. Hitler hade inte anledning att attackera så länge Sverige exporterade kullager, järnmalm och verkstadsprodukter till Tyskland. Sveriges export fortsatte, efter att det stod klart att Tyskland skulle förlora kriget, varför det har hävdats att Sveriges agerande förlängde kriget.
Trots att Sverige inte deltog i andra världskriget som krigförande nation var hela landet satt på krigsfot och det svenska försvaret hade en beredskap för att försvara landet mot fientliga anfall. Tiden som andra världskriget pågick kallas därför beredskapstiden.
Svensk neutralitet är hittills ett ämne för debatt. Förespråkare hävdar att Sverige under kriget mildrade sin politik mot att ta emot flyktingar och tog emot tusentals judar från Norge och Danmark. Motståndare betonar dock, som Winston Churchill gjorde, att Sverige "ignorerade större moraliska frågorna i kriget och spelade båda sidor för vinst".

## Sverige inringas
Under hösten 1939 och våren 1940 inträffande följande dramatiska händelser i Sveriges omvärld som kom att påverka landets in- och utrikespolitik:
- 23 augusti 1939 – Molotov-Ribbentrop-pakten undertecknas. Förutsättningen för Sveriges försvarspolitik som byggde på att stormakterna Sovjetunionen och Nazityskland skulle balansera varandra inom Östersjöområdet raseras.
- 1 september 1939 – Nazityskland anfaller Polen
- 17 september 1939 – Sovjetunionen invaderar Polen och sluter därmed upp på Nazitysklands sida.
- 28 september 1939 – Sovjetunionen tilltvingar sig baser i Estland
- 5 oktober 1939 – Sovjetunionen tilltvingar sig baser i Lettland
- 10 oktober 1939 – Sovjetunionen tilltvingar sig baser i  Litauen
- 30 november 1939 – Sovjetunionen anfaller Finland (vinterkriget). Sverige lämnar hjälp i form av krigsmateriel och frivilliga stridsförband, men deltar inte formellt i kriget.
- 9 april 1940 – Nazityskland anfaller Danmark och Norge, Sverige och Finland är därefter omringade av de genom Molotov-Ribbentrop-pakten förbundna stormakterna.

## Den första krigstiden

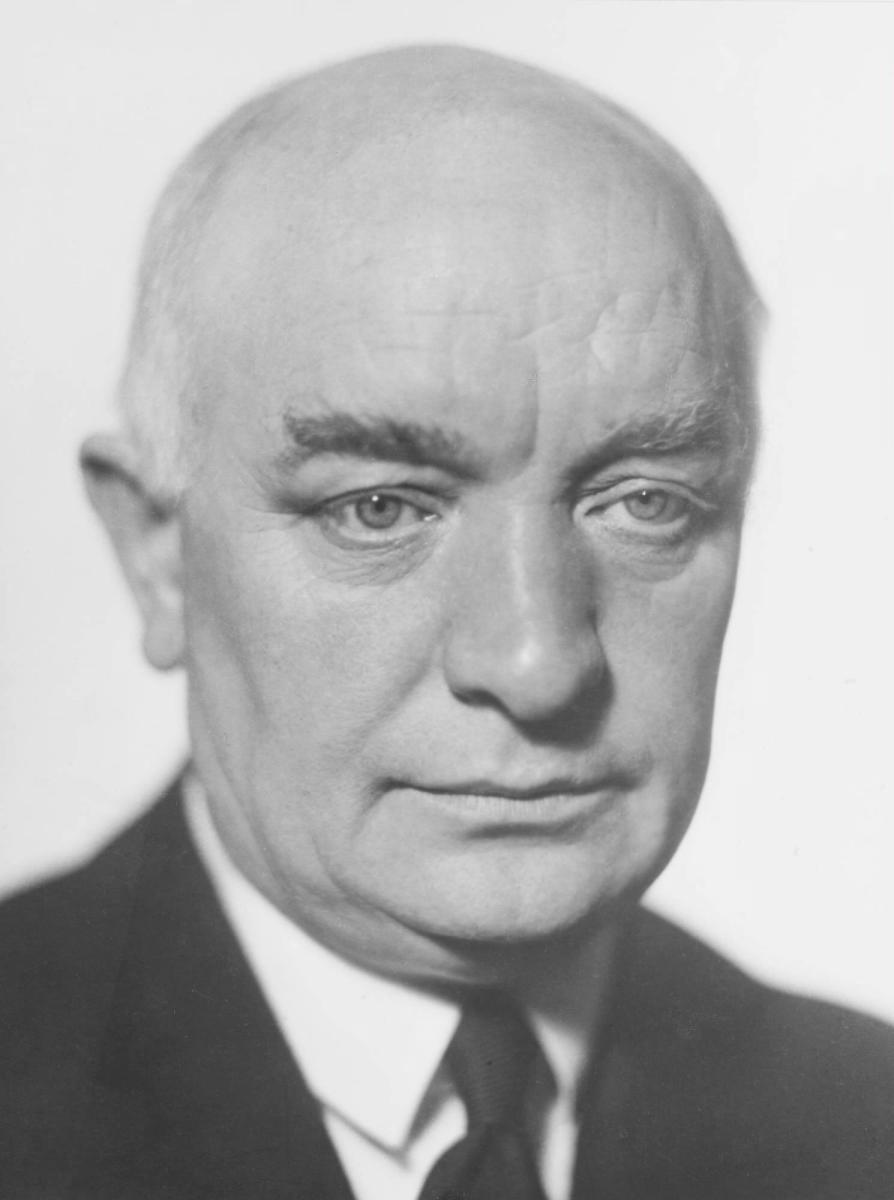
Statsminister Per Albin Hansson deklarerade att Sverige skulle iaktta neutralitet i stormaktskriget 1 september 1939.

Samma dag som Tyskland invaderat Polen, 1 september 1939, gick Sveriges statsminister Per Albin Hansson ut i radion och talade till folket:
| ” | Medborgare! Det förfärliga som vi i det sista hoppats att världen skulle förskonas ifrån har inträffat. Ett nytt stort krig har brutit ut. Vi ha att konstatera detta ohyggliga faktum och det tjänar bra litet till att försöka giva uttryck åt den sorg och fasa vi känna vid tanken på vad detta kan föra med sig av vånda och ve för en redan förut sargad och pinad mänsklighet. För oss svenskar gäller det nu att med lugn och beslutsamhet endräkteligen samlas kring den stora uppgiften att hålla vårt land utanför kriget, att vårda och värna våra omistliga nationella värden och att på bästa sätt bemästra den onda tidens påfrestningar. | „ |

Genom detta tal slog statsminister Per Albin Hansson fast vad som skulle bli samlingsregeringens primära målsättning under hela konflikten: att till varje pris hålla Sverige utanför kriget. Detta mål kom att vara överordnat önskan om att Sverige skulle förhålla sig neutralt enligt folkrätten. Sverige hade visserligen i samråd med övriga nordiska länder förklarat sig neutralt den 27 maj 1938, men under kriget kom samlingsregeringen flera gånger göra avsteg från neutraliteten, genom assistans både till axelmakterna och de allierade. I vinterkriget förklarade sig Sverige officiellt inte som neutralt utan som "icke-krigförande".
Ett exempel på avsteg från neutraliteten var regeringens beslut att tillåta permittenttrafiken, transport av drygt 2,1 miljoner uniformerade tyska soldater på svenska järnvägar under perioden juni 1940-augusti 1943. Detta var ett tydligt brott mot Haagkonventionens bestämmelser från 1907 om vad som var tillåtet för ett land som förklarat sig neutralt. Det är därför tveksamt om man kan hävda att Sverige verkligen var neutralt under andra världskriget. Neutralitetspolitik underlättas om det finns två jämbördiga makter att förhålla sig neutral mellan. Så var inte fallet mellan åren 1940–1943 då Tyskland helt dominerade Sveriges närområde. Ett annat exempel är central underrättelseinformation som Sverige delgav de allierade. För att Tyskland skulle kunna kommunicera med sina ockupationstrupper i Norge var det nödvändigt att hyra svenska telefonlinjer.[källa behövs] Dessa kommunikationer avlyssnades av föregångaren till Försvarets radioanstalt i Sverige. Vid försvarsstabens Kryptodetalj IV lyckades matematikprofessorn Arne Beurling knäcka den tyska kodmaskinen Geheimfernschreiber redan i juni 1940. Under 1941 blev svenska myndigheter de första utanför Tyskland som kände till att ett angrepp på Sovjetunionen var nära förestående. Våren samma år läckte Sverige denna information till de allierade genom Storbritannien.
I ett gemensamt uttalande den 18 september 1939 förklarade de nordiska länderna att de skulle fortsätta handeln med alla krigförande parter för att skydda sin ekonomiska existens.  Under åren 1942–1943 kom dock 80 % av Sveriges utrikeshandel att ske med Tyskland. I skuggan av de sovjetiska gränskraven på Finland samlades 18 oktober 1939 de fyra nordiska statscheferna (kung Håkon VII av Norge, kung Kristian X av Danmark, Sveriges kung Gustaf V och Finlands president Kallio) till ett möte i Stockholm för att visa upp nordisk enighet och en gemensam neutralitetssträvan. Mötet drog till sig mycket uppmärksamhet utomlands och mottog ett stödjande telegram från USA:s president Roosevelt. Hundratusentals människor manifesterade för att visa sitt stöd för mötet.
De första svenskar som drabbades av kriget var handelssjömännen, då flera fartyg främst på englandstrader sänktes. Den 28 september uppmanade Kommerskollegium samtliga svenska fartyg att i görligaste mån ta sig fram på neutrala staters territorialvatten. En dispyt med Tyskland om det svenska territorialvattnets bredd ledde till byggnaden av Falsterbokanalen. Under september månad ankom de polska ubåtarna Sęp, Ryś och Żbik till Sverige, sedan de genom den tyska offensiven berövats sina baser. Båtarna flyttades till Mariefred i Mälaren där de internerades under resten av kriget.

## Svenskt järn till tyska krigsmaskinen

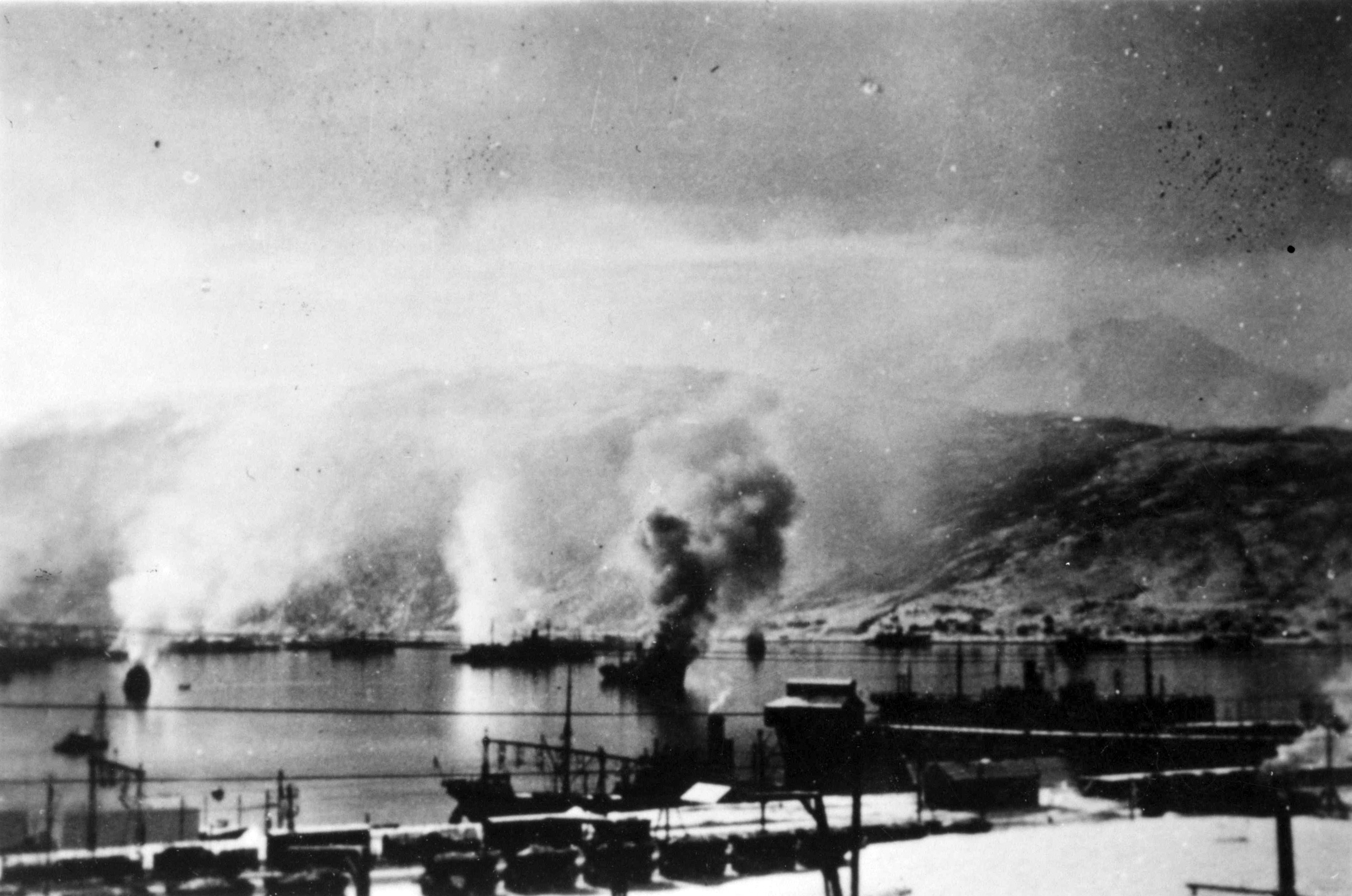
I slaget om Narvik säkrade Tyskland sin import av svensk järnmalm.

Sverige var den största exportören av järnmalm till Nazityskland, som årligen fick cirka 75 procent av den svenska järnexporten. Under åren 1933-1943 stod Sverige ensamt för 43 procent av järnmalmen som Nazityskland använde. Enligt admiral Raedner, chef för tyska flottan, var svensk järnmalm avgörande för Tysklands krig. Även svenska kullager var viktiga för Tysklands krigsmaskin. Eftersom exporten av järnmalm och kullager fortsatte, även efter att det stod klart att Tyskland skulle förlora kriget, har det hävdats att Sveriges agerande förlängde andra världskriget. År 1943 kom Sverige överens med de allierade att kullagerexporten till Tyskland skulle skäras ner med 50 %. I stället ökade exporten till framför allt Storbritanniens krigsindustri.

## Sverige i skuggan av vinterkriget

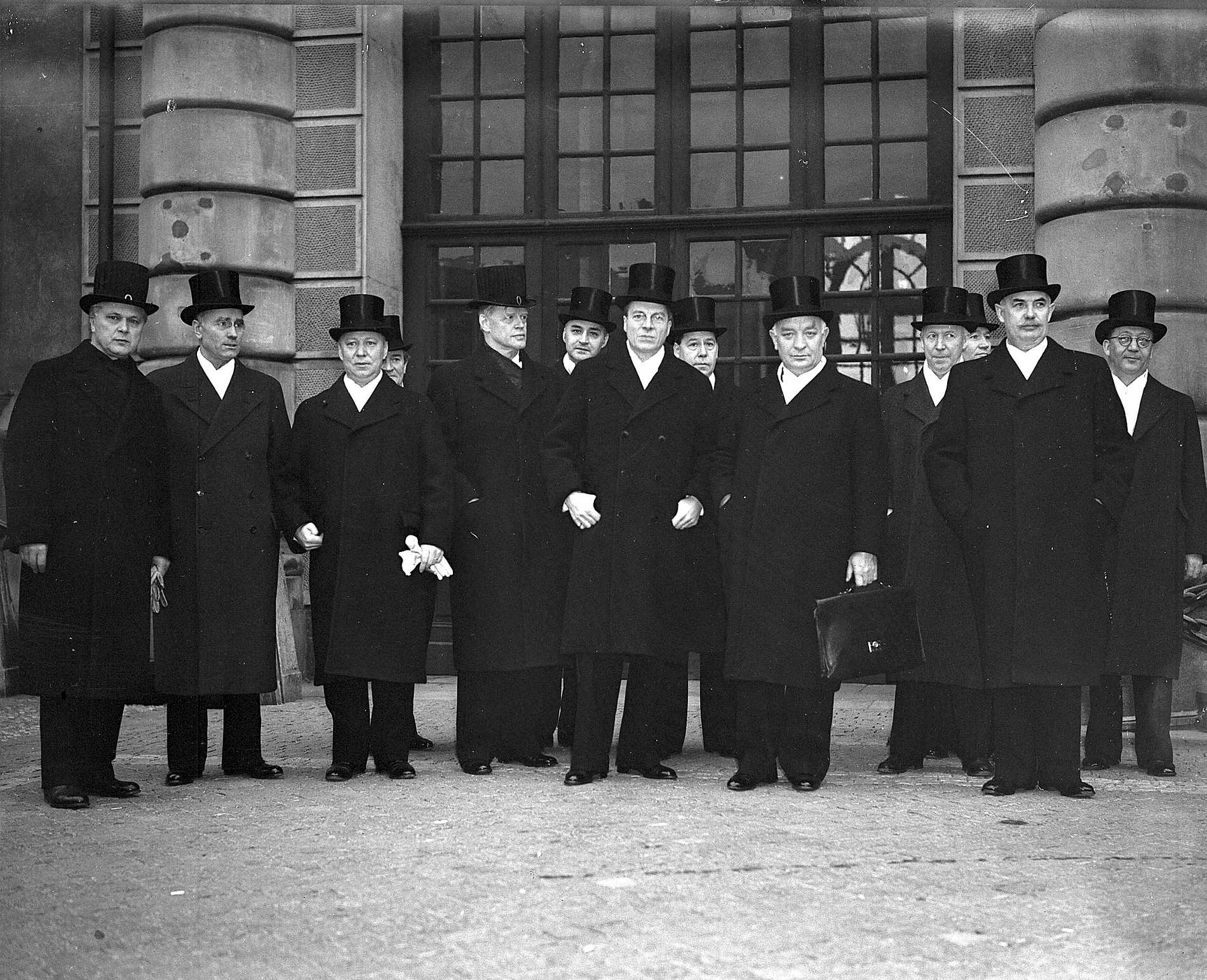
Den nyutnämnda regeringen samlad vid Stockholms slott i december 1939: Fr. vänster: Bagge, Andersson, Bergquist, Möller, Westman, Quensel, Günther, Domö, statsminister Hansson, Wigforss, Sköld, Pehrsson-Bramstorp, Eriksson.

### Mobilisering, samlingsregering och bistånd
Den 30 november 1939 bröt förhandlingarna mellan Finland och Sovjetunionen slutligen samman och med den sovjetiska invasionen samma dag började vinterkriget. Detta väckte stor uppståndelse i Sverige där man på många håll fruktade att Sverige var nästa mål. Sverige valde att inte förklara sig neutralt, utan endast som "icke krigförande", vilket gav landet möjlighet att (trots att man inte deltog aktivt med stridande trupp) ändå hjälpa Finland militärt med bland annat krigsmateriel.
Den 2 december beslöt den svenska regeringen att mobilisera en arméfördelning, för att skydda den svenska gränsen mot Finland, och den 5 december lät man marinen minera Ålands hav, för att hålla sovjetiska ubåtar borta från Bottenhavet.
På Finlands nationaldag den 6 december hölls ett högtidsmöte i Stockholm till stöd för Finland och en insamling där gav 4 100 kronor.
Den 13 december bildades en samlingsregering av alla riksdagspartierna förutom Sveriges kommunistiska parti, som stängdes ute. Den sittande utrikesministern ersattes av en yrkesdiplomat, Christian Günther. Med starkt stöd av den omfattande folkopinionen för Finlands sak i kriget började regeringen skicka humanitärt och materiellt bistånd till Finland. Redan i början av vinterkriget hade en femtedel av Sveriges jaktplan skickats och totalt under kriget sändes omkring 85.000 gevär, 600 kulsprutor och 300 kanoner samt mängder av ammunition. Förutom vapen ställdes krigsviktiga varor och hundratals miljoner kronor i gåvor till Finlands förfogande. Även en frivilligkår sattes upp och den första gruppen frivilliga av totalt 8 000 hann gå i strid innan vinterkriget slutade den 13 mars 1940. Cirka 40 frivilliga svenskar dödades och 170 skadades i finsk tjänst. Dock hade Finland, trots avsaknad av formella avtal, förväntat sig en militärallians med Sverige, då svensk och finsk militär under mellankrigstiden tillåtits öva tillsammans med en sovjetisk invasion som scenario.[källa behövs]
Samlingsregeringen behöll sin allmänna karaktär till krigets slut. En ny regering bildades sommaren 1945 med P. A. Hansson som statsminister och en rent socialdemokratisk ministär.

### Aktivistopinionen

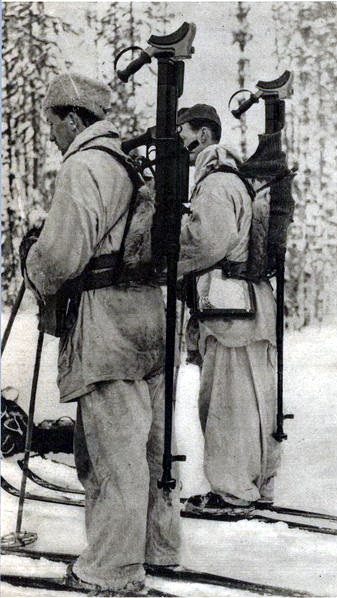
Svenska frivilliga som stred för Finland under vinterkriget.

Under vinterkriget försökte delar av militärledningen styra regeringens utrikespolitik i riktning mot ett starkare engagemang i Finlands strider. Samtidigt förekom en bred folklig opinion för svenskt deltagande i vinterkriget. En viktig roll spelades av föreningen Nordens Frihet. På ett medborgarmöte i Uppsala samverkade representanter för alla partier utom kommunisterna för ett svenskt ingripande. Man ville ersätta samlingsregeringen, som uppfattades som defaitistisk, med en mer "handlingskraftig" regering. Som kandidat för statsministerposten föreslogs ståthållaren Torsten Nothin, som var socialdemokrat. Men även om opinionen var betydande var den svagt företrädd i riksdagen.
Per Albin Hansson uttalade sig i en kommuniké på ett sätt som på aktivistiskt håll uppfattades som känslolöst i samband med att han klargjorde att hans regering inte tänkte träda upp till Finlands försvar. Motsättningarna mellan den aktivistiska opinionen och regeringen verkade vid ett tillfälle kunna leda till en statskris. Situationen förändrades när kungen, som många aktivister satt sitt hopp till, offentligt stödde regeringens ståndpunkt, om än mera taktfullt än Hansson. Efter detta gick luften ur aktivistopinionen.

### Allierade inviter
I samband med vinterkriget sökte även de allierade (Frankrike och Storbritannien) att blanda sig i leken. De föreslog Norges och Sveriges regeringar att de skulle tillåta en transitering av en allierad expeditionskår på 50 000 man till Finland. Den svenska regeringen antog (helt korrekt) att de allierades bakomliggande syfte var att ockupera de svenska malmfälten och därigenom stoppa exporten av järnmalm till Tyskland, varför regeringen avvisade förslaget. En allierad expeditionsarmé på svensk mark skulle leda till att Sverige drogs med i kriget mot Tyskland, antingen på de allierades sida eller som bundsförvant med axelmakterna. Det fortsatta ekonomiska samarbetet med axelmakterna och hur Sveriges regering tillät tyska trupper att nyttja svensk järnväg för trupp- och logistiktransport, när de avvisat de allierades förslag, kom att ge en bild av Sverige som tyskvänligt under kriget. Det visade sig att den norska och svenska regeringen hade rätt när de avvisade de allierade inviterna. Den hemliga brittiska avsikten var att bland annat använda transiteringen till att med två brigader ockupera städerna Narvik, Kiruna, Gällivare och Luleå.
En annan händelse av vikt vid denna tid var bombningen av Pajala den 21 februari 1940, då en grupp sovjetiska bombplan navigerade fel, och släppte sina bomber över vad de trodde vara Rovaniemi i Finland. Ingen person dog eller skadades svårt, men flera byggnader förstördes eller skadades och sommaren 1940 betalade Sovjet ut skadestånd till Sverige för det skedda.
De allierade beslutade att även utan transiteringstillstånd med tvångsmedel landa trupp i Nordnorge, vilken därefter skulle gå in i Sverige och ockupera de svenska järnmalmsfälten, fortfarande med transitering av trupp till Finland som förevändning. Sjötransportgrupper var under uppsättning, men det finska beslutet från 12 mars 1940 att begära fred eliminerade förevändningen till ockupationen. Dock hade tysk signalspaning uppsnappat meddelanden från invasionsförberedelserna, och även några dagar senare meddelanden från upplösningen av transportstyrkorna och omgrupperingen av de allierade styrkor då de ej längre kunde gå in i Norge. Signalspaningen stärkte Hitlers övertygelse att han behövde förekomma en ny allierad invasion av norra Skandinavien som han räknade skulle ske förr eller senare ändå.

## Invasionen av Norge och Danmark

Utvecklingen i Europa 1939-1941.

Den 9 april 1940 invaderade Nazityskland Danmark och Norge. Hitler fruktade och önskade förekomma en allierad invasion av Nordnorge (och möjligtvis norra Sverige) i syfte att skära av den tyska tillgången till svensk järnmalm. Svensk järnmalm var kritisk för den tyska Ruhr-industrin då den traditionella järnmalmskällan, Lothringen, fortfarande var avskuren på grund av kriget med Frankrike och Sverige var huvudleverantör av järnmalm till Tyskland. Även Altmarkaffären bidrog till den tyska åsikten att Norge inte var kapabelt att skydda vare sig självt eller transporten av järnmalm från Sverige till Tyskland genom Norge.
Av en slump (de kände inte till varandras planer) var de allierade vid denna tidpunkt i enlighet med Plan R 4 på väg med sina egna invasionsstyrkor mot Norge (och eventuellt Sverige) men den tyska invasionen hann före. Den brittiska planen hade två delar, först minering av norska farvatten ("Operation Wilfred") vilket skulle leda till en tysk reaktion, vilken skulle användas som förevändning till att ockupera städerna Narvik, Trondheim, och Bergen ("Operation R 4"). Britterna påbörjade fas ett i sin plan, mineringen av de norska farvattnen, men när den tyska slagstyrkan kom i kontakt med brittiska fartyg tvingades britterna ändra sina invasionsplaner.
Sveriges utrikesminister Christian Günther fick på morgonen den 9 april klockan 06:00 och igen 08:00, besök av tyske sändebudet i Stockholm, prinsen av Wied, som redan 7 april fått sina förhållningsorder av Joachim von Ribbentrop, att ge utrikesministern en uppteckning av följande krav:
1. Tyska regeringen förväntar att Sverige skall iakttaga den strängaste neutralitet och avhålla sig från alla slags åtgärder som riktar sig mot Tysklands besättande av Danmark och Norge, i synnerhet militära mobiliserings- och uppmarschåtgärder.
2. Tyska regeringen anhåller att svenska krigsfartyg i sitt eget intresse t.v. inte rör sig utanför svenskt territorialvatten (3 sjömil) i Kattegatt, Öresund och den svenska sydkusten fram till Karlskrona. Sedan läget klarnat skall denna inskränkning i rörelsefrihet för de svenska krigsfartygen åter upphävas.
3. Tyska regeringen förväntar sig att telegram- och telefontrafiken till de i Norge befintliga tyska myndigheterna över svenska ledningar inte förhindras.
4. Tyska regeringen förväntar att järnmalmsleveranserna till Tyskland skall upprätthållas och engelskinspirerade sabotageåtgärder förhindras.

Redan klockan 9.00 sammanträdde regeringen kort, innan de for till kungens våning där även kronprinsen och hans son, prins Gustaf Adolf befann sig. På eftermiddagen gav Günther regeringens svar till Tyskland. Sverige skulle hålla samma neutralitetspolitik som de redan flera gånger under kriget deklarerat, och skulle vidtaga de åtgärder som krävdes för att försvara denna. I övrigt meddelade regeringen att den gick med på Tysklands krav.

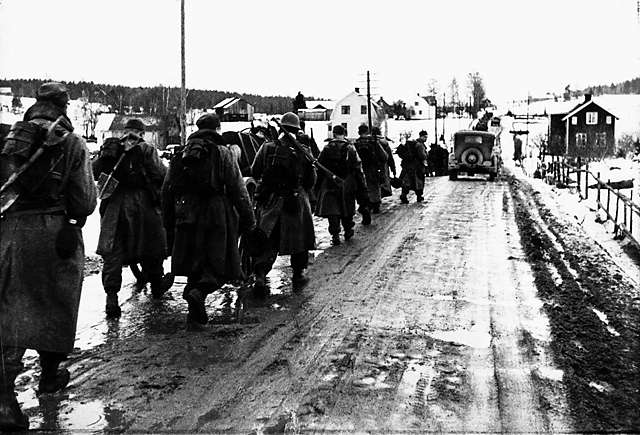
Svenska soldater på marsch 1940, enligt uppgift på väg mot gränsen till Norge. Den tyska ockupationen av Danmark och Norge 9 april 1940 innebar att hela den svenska krigsplanläggningen fick göras om. Ett försvar måste snabbt byggas upp längs den svensk-norska gränsen. Samtidigt intensifierades den svenska upprustningen bland annat genom inköp av jagare och flygplan från Italien.

Invasionen skapade oro i Sverige, då huvuddelen av de väpnade styrkorna var förlagda vid den finska gränsen i Norrbotten, och nästan alla kustfästningar var riktade österut mot Sovjetunionen. Det militära biståndet till Finland bidrog även till att sänka beredskapen då det rådde brist på bland annat gevär. Svenska regeringen hade dock varit förberedda på invasionen, vilket framgår av korrespondens från sändebudet i Berlin, Arvid Richert, till UD. Skåne var vid den tidpunkten nästan blottat, och Tyskland hade utan svårighet kunnat invadera södra Sverige. Försvarsminister Per Edvin Sköld uppgav 1947 att korrespondensen från Berlin tytt på en invasion av Danmark och Norge, men inte att det förelåg något hot mot Sverige. Den 11 april inleddes allmän mobilisering i hemlighet (för att inte provocera Tyskland), antalet man under vapen höjdes på några veckor från ca 60 000 till 320 000.
Efter invasionen kom nya tyska krav på transitering av tysk personal och utrustning genom Sverige till de tyska trupperna i Norge. Regeringen sa först nej till denna trafik men innan förhandlingarna var avslutade tillät man, från den 16 april till den 10 juni 1940, att cirka 300 tyska sjukvårdare och 400 ton material skickades till Norge. I efterhand kom det fram att många av dessa sjukvårdare i själva verket var vapen- och radiospecialister. Man tillät även transport av tyska sjömän från sänkta örlogsfartyg från de ockuperade delarna av Norge till Tyskland, trots norska protester att dessa borde interneras. Norge fick även avslag på sin förfrågan om krigsmateriel från Sverige med motiveringen att hjälpen till Finland tömt förråden till den grad att man knappt hade så att det räckte till de egna trupperna. Dock bör nämnas att tyska plan som flög in över gränsen till Sverige sköts ner utan varningsskott, något den tyske befälhavaren i Norge noterade i sin krigsdagbok.
Beträffande kravet att upprätthålla teleförbindelserna med Norge tillät regeringen uthyrning av teleledningarna men linjerna avlyssnades av den svenska underrättelsetjänsten.  För denna teletrafik använde tyskarna kryptomaskinen, Geheimfernschreiber. På grund av telenätets dåliga standard så avbröts telegrammen ofta, vilket gjorde att tyskarna, på grund av stora mängder teletrafik och tidspress återanvände kodnycklar, vilket möjliggjorde att koden kunde knäckas av Arne Beurling som på några veckor knäckte kodsystemets uppbyggnad.

## Svenska handelsflottan
Efter ockupationen av Danmark och Norge upprättade Tyskland en minspärr  mellan Hanstholm på Jylland och Lindesnes i Norge, kallad Skagerackspärren. Den svenska handelsflottan kom därvid att klyvas i två ungefär lika stora delar.
Från maj 1940 chartrade den svenska regeringen ut 60 % av de fartyg som hamnade utanför spärren med 8000 sjömän till Storbritannien, där de kom att delta i Slaget om Atlanten på brittisk sida, i vars tjänst 74 av dem sänktes och 472 svenskar omkom.

## Tysk militär på svensk järnväg

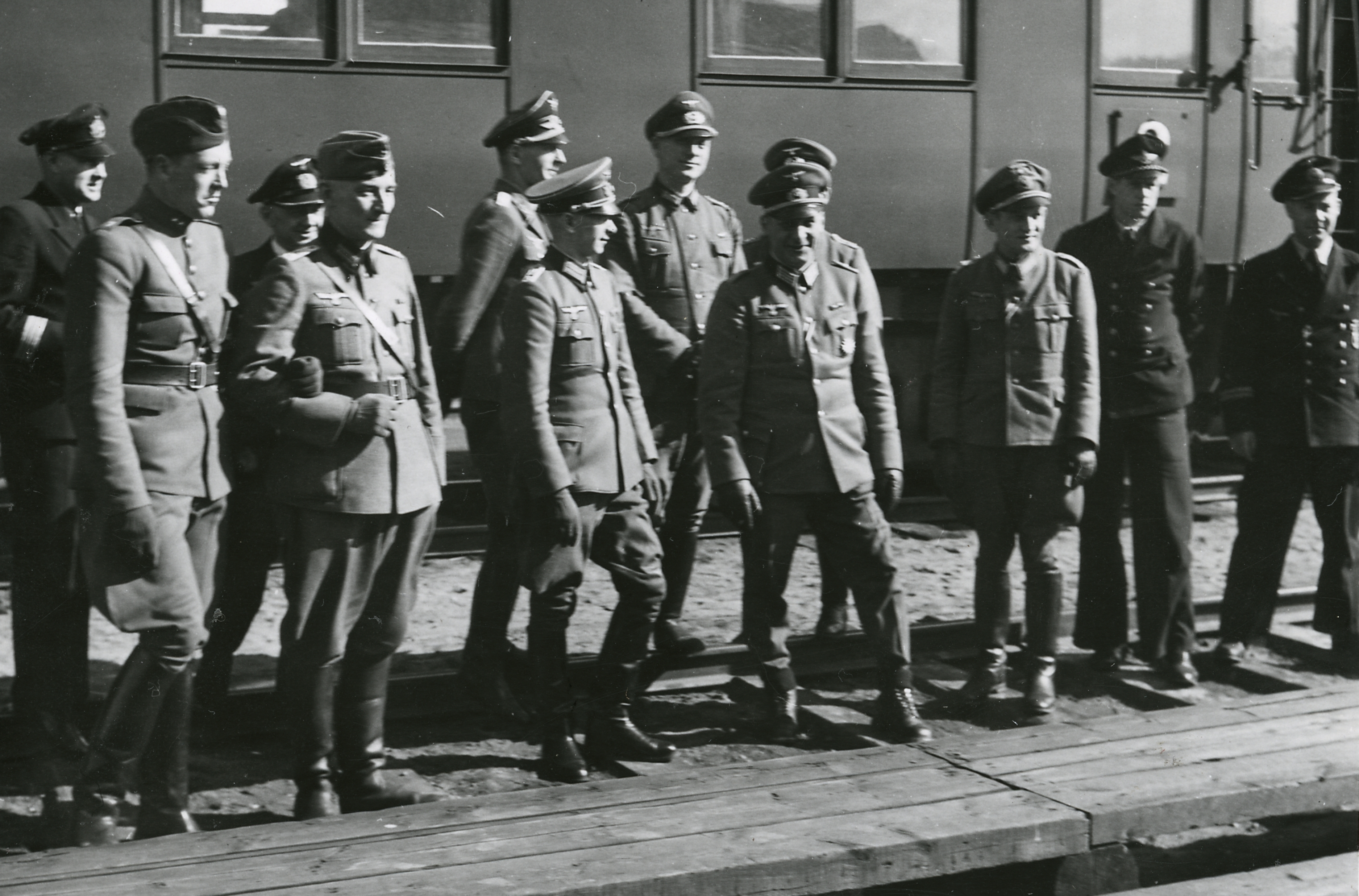
Tysk militär i Järvsö 1943

Permittenttrafiken (även transiteringarna och i folkmun tysktågen) var transporter av totalt 2,1 miljoner tyska soldater med järnväg genom Sverige under andra världskriget enligt en överenskommelse mellan Sverige och Nazityskland i juli 1940. Trafiken pågick under perioden juni 1940 till augusti 1943 och bröt mot Sveriges neutralitetspolitik. Trafik av tyska stridande trupper och vapen genom Sverige, den så kallade hästskotrafiken, medgavs i juni 1940. En beväpnad stridande tysk division skickades också genom Sverige till Finland. Den svenska hållningen att man var tvingade att ingå dessa avtal har senare kommit att ifrågasättas.

## Sveriges avspärrning och varubristen
Utrikeshandeln blev redan från krigets utbrott hårt utsatt för det tyska ubåts- och minkriget. Efter ockupationen av Danmark och Norge var Sverige tillsammans med Finland omringat av de med Molotov-Ribbentroppakten förbundna stormakterna Sovjetunionen och Tyskland. Angrepp kunde riktas mot Sverige från nästan alla håll.
Handelsförbindelserna västerut blev avskurna genom den av tyskarna upprättade Skagerackspärren. Ungefär hälften av den svenska handelsflottan hamnade utanför spärren och fartygen kunde därför inte ta sig hem. 
Resterande fartyg innanför spärren fick ombesörja handeln med de nordiska länderna och Tyskland och den största delen av den svenska importen kom nu från Tyskland. Härifrån hämtades bland annat konstgödning, kol och koks, bearbetat järn, konstgummi och vissa industriartiklar varav en del var viktiga för försvarets vidare utbyggnad. Som utbyte erhöll Tyskland järnmalm, trämassa och andra trävaror samt vissa industriprodukter, något som ur västmakternas synvinkel var starkt kontroversiellt.

### Ransonering

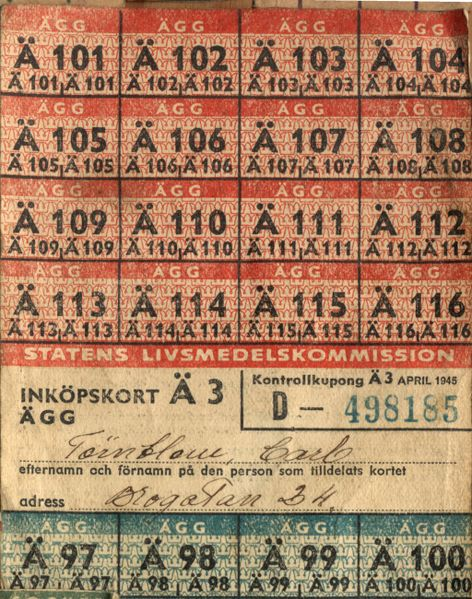
Ransoneringskort för ägg.

Det uppstod brist på viktiga importvaror och det blev en av statsledningens uppgifter att sörja för en noga avvägd folkförsörjning. En kristidsförvaltning organiserades  för att hantera bristen på livsmedel och bränsle. Ransonering av varor blev det viktigaste medlet. På grund av den politiska oron i Europa började ransoneringskort delas ut av Statens livsmedelskommission redan i oktober 1939. Den första ransoneringen trädde i kraft i mars 1940 (kaffe och te). Socker ransonerades i april samma år och därefter följde de flesta livsmedel liksom bensin, ved etcetera i snabb följd. Den sista varan som ransonerades var salt från 1 januari 1945. Mjölktillgången kunde dock under hela kristiden hållas riklig och oransonerad. Efter freden 1945 upphörde ransoneringarna efter hand och det sista som släpptes fritt var kaffet (1951).
Hela ransoneringshanteringen av livsmedel sköttes av Livsmedelskommissionen (under Folkhushållningsdepartementet) samt ute i landet av regionala kristidsstyrelser och kommunala kristidsnämnder. Den ledande idén för ransoneringen var att den begränsade mängden varor skulle få en så rättvis fördelning som möjligt – gott om pengar skulle alltså inte kunna köpa större mängd av eftertraktade varor. Som en följd av detta fick man även lämna ransoneringskort vid restaurangbesök.
Även andra varor som det rådde särskild brist på såsom bensin, gummi, skor, textilvaror, tobaksvaror, tvätt- och rengöringsmedel, soda, ljus, ransonerades. Ransoneringen under andra världskriget satte även stopp för modets utveckling eftersom folket behövde producera krigsmaterial. Detta kom att leda till brist på material för att tillverka nya kläder, vilket senare kom att påverka hur modet på 1940 talet kom att se ut.  

### Tillverkning
Utöver ransonering gjordes andra insatser. Industrin började tillverka åtskilliga varor som tidigare måste importeras och fler ersättningsämnen framställdes. För tillverkning av brännolja, lättmetall och konstgödning användes inhemska råvaror, medan trä förvandlades till cellull och fodercellulosa.
För att i någon mån kompensera bristen på motorbränslen byggdes många bensindrivna fordon om för att kunna drivas av gengas. Vid årsskiftet 1940/41 hade 2 300 bussar, 20 000 lastbilar och 9 700 personbilar konverterats till gengasdrift. Hösten 1943 uppgick det totala antalet gengasfordon till inemot 80 000. Som ersättning för importolja startades produktion av skifferolja i bland annat Kvarntorp. 1944 uppgick denna produktion till 13 400 ton bensin och 43 400 ton brännolja.
Beträffande jordbruket kunde bland annat den egna sockerproduktionen trygga landets behov under hela kriget och oljeväxtodlingen fick sitt stora genombrott.

### Privat odling
Konsumtionen av vegetabiliska livsmedel ökade och i koloniträdgårdarna i städerna ökade den privata odlingen. Eventuellt överskott såldes på salutorgen, där det också utbjöds kanin och kråka, ekorre och grävling till försäljning.

### Lejdbåtar och blockadbrytare

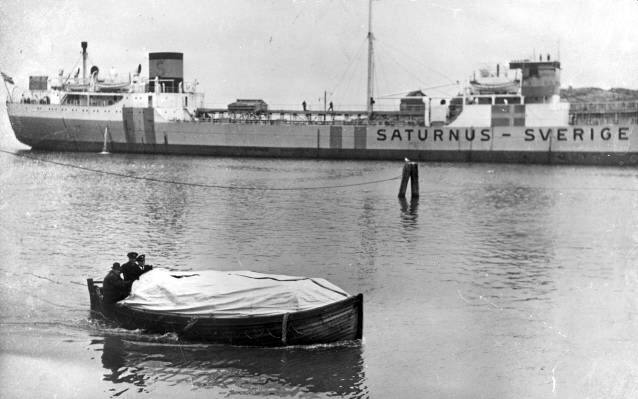
Under andra världskrigets krigsår lyckades Sverige genom avtal med de krigförande länderna upprätthålla en del av den transoceana godstrafiken. Antalet tillåtna fartyg i den så kallade lejdtrafiken var begränsat och de skulle följa bestämda rutter. Bilden är tagen i Göteborgs hamn 1942.

Trots ransoneringar och produktionsanpassningar fanns brister i folkförsörjningen som måste fyllas från annat håll. Regeringen fick under 1940 medgivande från de olika krigförande parterna att på lejdbåtar transportera olika varor mellan Sverige och andra länder. Lejdbåtstrafiken svarade 1941 för 12 % av landets import och för 20 % under 1942. Det mesta av försörjningen med bland annat hudar och läder, ull och bomull, vegetabiliska och mineraliska oljor, kraftfoder, kaffe, tobak och spannmål erhölls på detta sätt.
1941–1942 gick trafiken mest till USA och tillbaka. När USA drogs in i kriget blev istället Argentina den främsta destinationen för lejdbåtarna. Den 17 april 1941 led lejdtrafiken sin största förlust under kriget, då M/S Venezuela sänktes av den tyska ubåten U 123 och 49 människor dödades. Totalt förlorade Sverige 198 handelsfartyg och 31 fiskebåtar under kriget, varvid ca 1500 människor omkom. Den största enskilda förlusten var passagerarångaren Hansa, som sänktes av en sovjetisk ubåt på resa mellan Nynäshamn och Visby 1944, varvid 84 personer omkom.
Sverige sålde under kriget kullager till både Tyskland och Storbritannien. Kullagren var betydelsefulla för flygplansindustrin. Eftersom lejdtrafiken bara kunde transportera gods som de krigförande godkände, fick exporten till England av kullager ske med hjälp av ombyggda engelska motorkanonbåtar som utgick från Lysekil och som under mörker och med hjälp av hög fart tog sig igenom Skagerackspärren i "Operation Bridford". Efter påtryckningar från USA och Storbritannien stoppades exporten av kullager till Tyskland i oktober 1944.

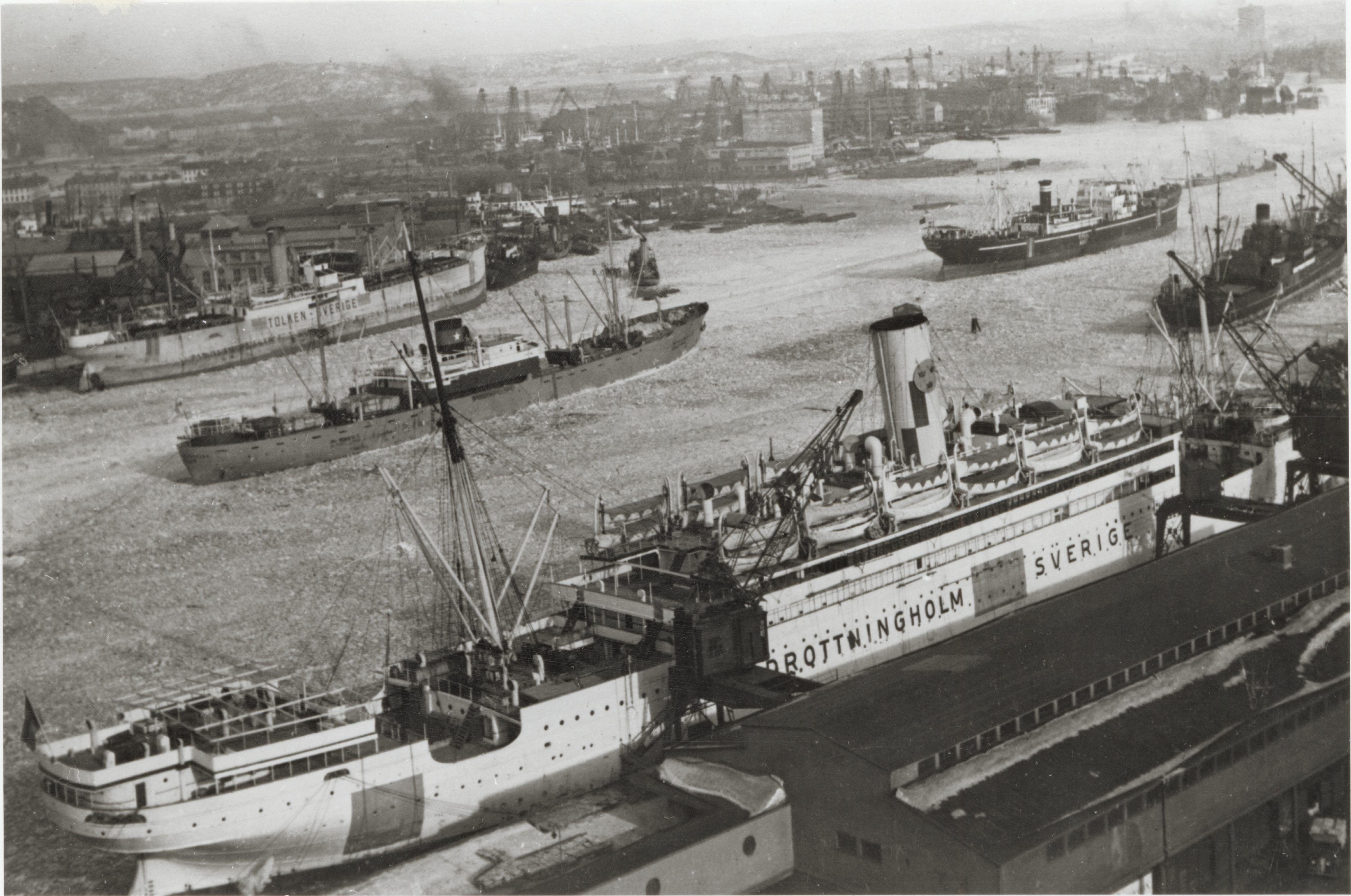
Göteborgs hamn 1940

## Upprustning

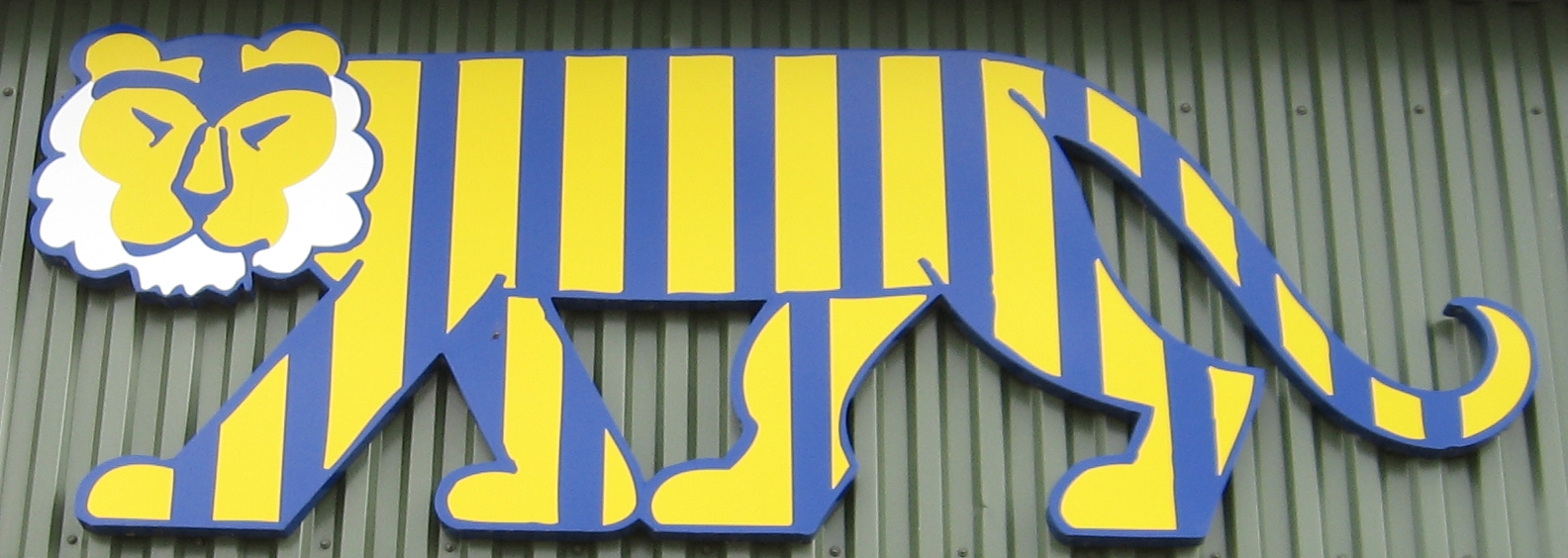
Vaksamhetskampanjen, som inleddes 1941, använde symbolen en svensk tiger, skapad av Bertil Almqvist.

I det trängda utrikespolitiska läget som Sverige befann sig i ökade svenskarnas försvarsvilja och sammanhållningen var stor för att hålla landet berett på eventuella krigshandlingar. 
I försvarsfrågan, som tidigare varit omtvistad, blev fullständig enighet rådande.  En ny försvarsordning – ”försvarets femårsplan” (Försvarsbeslutet 1942) - utarbetades till 1942 års riksdag och antogs omedelbart. Svenska män blev värnpliktiga mellan 20 och 47 års ålder och utbildningstiden blev 450 dagar. Värnpliktiga uttogs till officers- och underofficersutbildning under ett respektive ett halvt år därutöver. För att bidra till täckande av de starkt ökande försvarskostnaderna tog regeringen upp försvarslån av svenska folket under 1940–1942 till den betydande summan av närmare två och en halv miljarder kronor.
Både yngre och äldre värnpliktiga var tvungna att med hänsyn till det allvarliga läget stanna kvar i beredskapstjänst under långa perioder. Försvarets sociala sida hade därför en svår uppgift att ordna för de inkallades familjer på ett rättvist och effektivt sätt.
Ett hemvärn organiserades och utvecklades och kvinnorna bildade lottaorganisationer efter mönster från Finland. Luftskydd ordnades. Skyddsrum byggdes och mörkläggningsåtgärder infördes för både byggnader, offentliga platser och fordon. Post till fältförbanden ombesörjdes av fältposten som var en viktig del av försvaret mot den spionverksamhet som riktades mot Sverige. ”En svensk tiger” var mottot. 
Under beredskapsåren tillämpades censur beträffande post- och telegrafförsändelser i syfte att förhindra att krigsunderrättelser fördes vidare och kom i obehöriga händer. Massmedierna granskades även. Som farlig information bedömdes uppgifter som kunde vara ofördelaktiga för Sverige eller som handlade om Tyskland.

### Modern effektivitet för alla vapenslag
Även om statsministern i ett radiotal försäkrade att "Vår beredskap är god", fanns det stora materiella brister. Av försvarsgrenarna var det endast marinen som hade en någorlunda relevant, om än sliten materiel. Flygvapnet som hade bildats 1926 förfogade ännu inte över några moderna flygplan och armén hade bara erhållit några tiotal stridsvagnar.
Industrin kom att till stor del arbeta för försvarets behov. Så till exempel fanns i Bofors redan en kanon- och ammunitionsfabrik och vidare existerade en högtstående varvsindustri som även kunde utnyttjas för örlogsflottan. Nya fabriker tillkom och gamla ombildades för produktion åt försvaret.
Tillverkning av stridsvagnar drogs igång vid firman AB Landsverk, som även använde Karlstads Mekaniska Werkstad som leverantör. Dessutom licenstillverkades en tjeckisk stridsvagnskonstruktion vid Scania Vabis. Vid krigets slut hade 766 vagnar levererats.

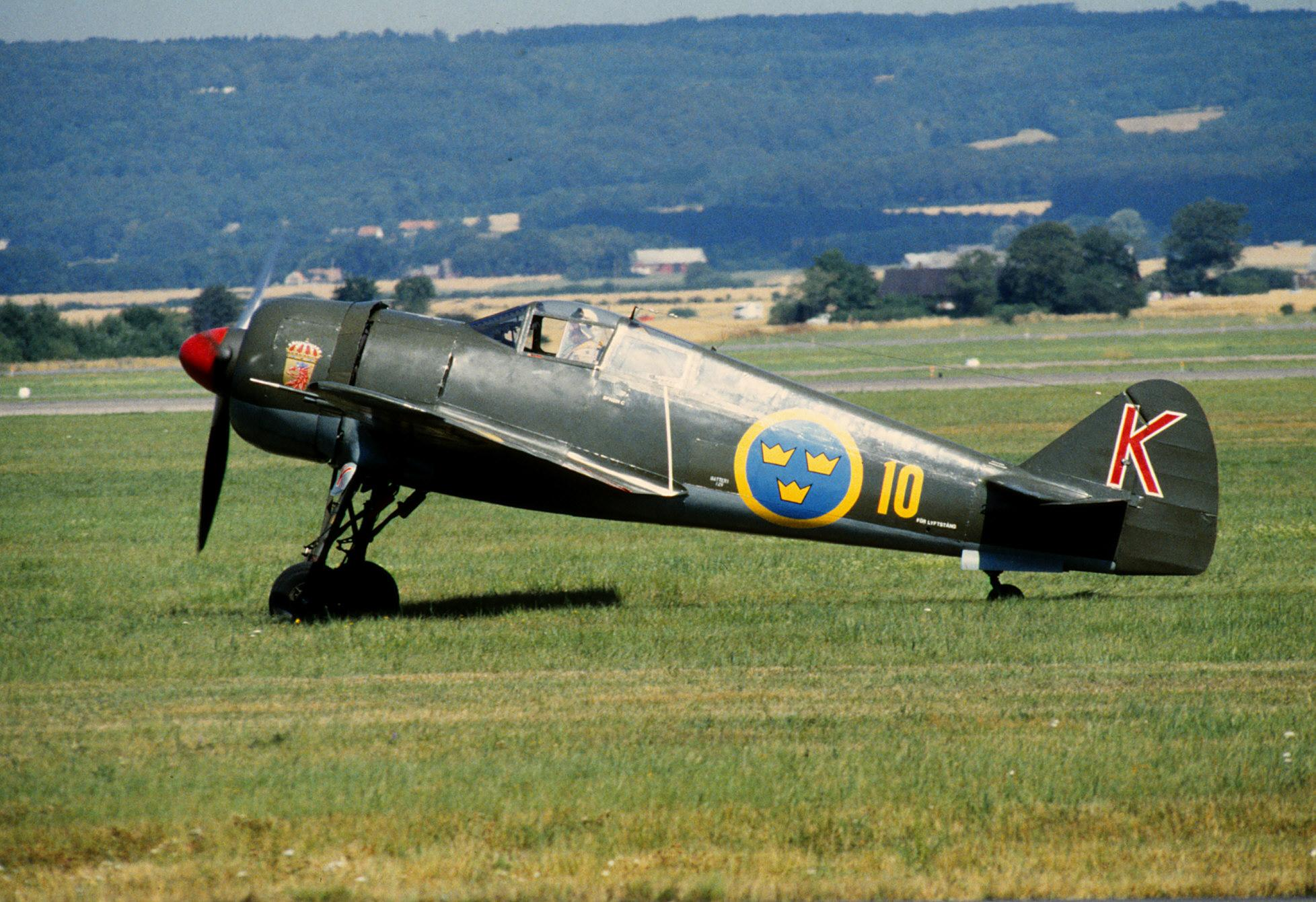
Från oktober 1943 började de första svensktillverkade jaktplanen J 22 levereras till försvaret.

Vid början av kriget hade Sverige beställningar på 316 nya stridsflygplan i USA. Av dessa hann endast 62 föras in via Trondheim i Norge och den finska hamnen i Petsamo. Amerikanska regeringen beslöt nämligen 1940 att lägga embargo på vidare leveranser, trots att varken Sverige eller USA befann sig i krig vid denna tidpunkt. Sverige vände sig då till Italien, som medgav snabb leverans av plan, som tidigare beställts av de ockuperade Frankrike och Norge. Totalt importerades 216 flygplan från Italien, 72 stycken J 11, 60 stycken J 20 och 84 stycken B 16. Svenska Aeroplan Aktiebolaget, SAAB, hade bildats 1937. Inledningsvis skedde där licenstillverkning av 101 stycken B 5 (störtbombplan) i olika versioner, 16 stycken B 3C (bombplan) och 83 stycken Sk 14A (skolplan), senare även egenkonstruerade B 17 (störtbombplan), B 18 (bombplan) och J 21 (jaktplan). För att komplettera produktionen vid SAAB startade Kungliga Flygförvaltningen 1940 parallellt ett eget utvecklingsarbete av ett nytt jaktplan, J 22. För att tillverka flygplanet bildades en speciell organisation, FFVS. Prestanda på de plan som importerades och tillverkades i landet under krigsåren var dock inte riktigt jämförbar med stormakternas plan. Inte förrän vid krigets slut förfogade flygvapnet över helt moderna jaktplan, främst då genom importen av amerikanska plan typ North American P-51 Mustang.
Från Italien köptes även motortorpedbåtar och fyra begagnade jagare. Hemtagningen av de senare ledde den 20 juni 1940 till att Sverige hamnade i en kris i och med Psilanderaffären, då brittiska flottan utanför Torshamn på Färöarna beslagtog dessa jagare. Britterna trodde att jagarna riskerade att hamna i tyska händer (tyska flottan hade förlorat många jagare under invasionen av Norge), men efter skarpa svenska protester släpptes jagarna igen.

### Befästningar

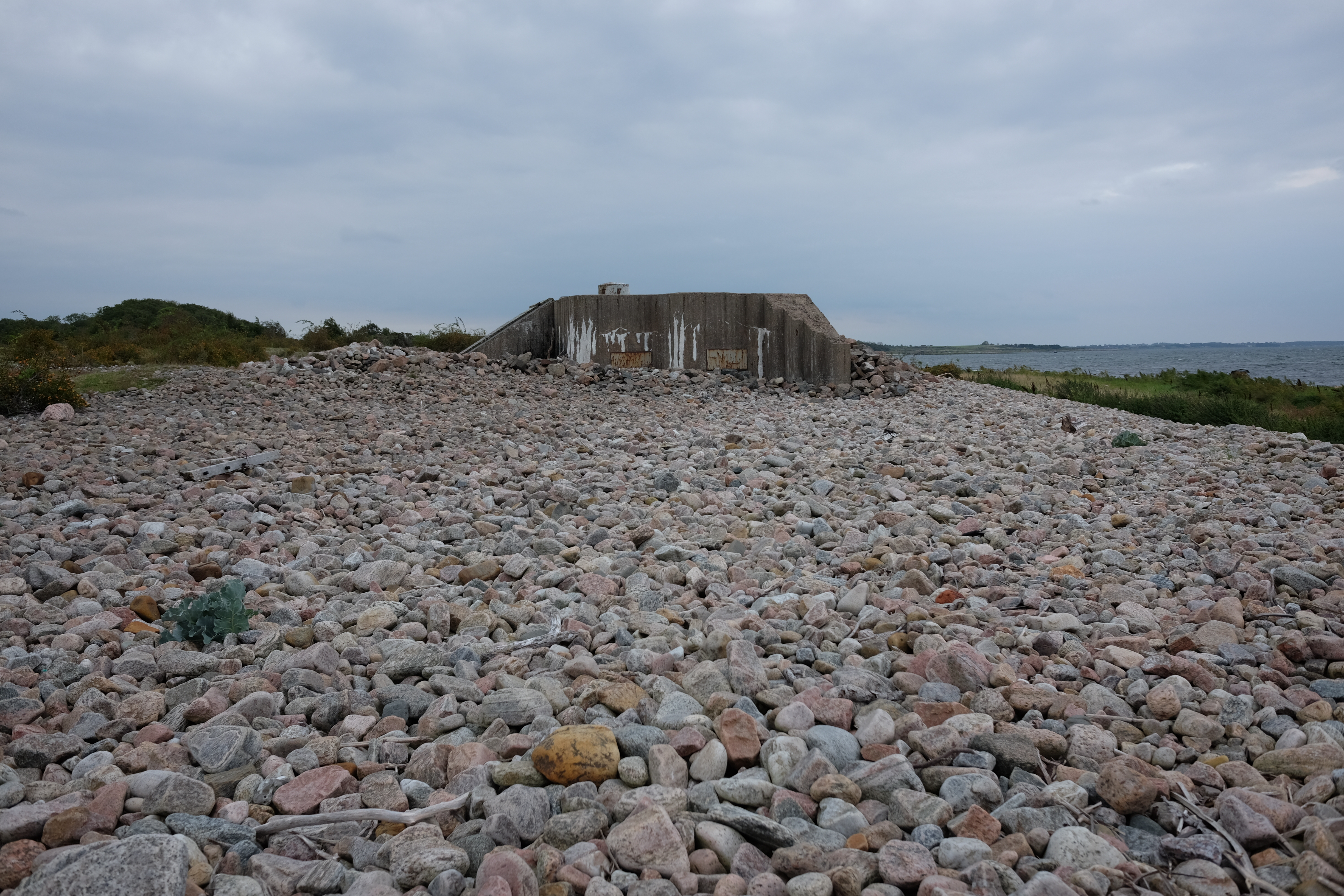
Värn 1537 utanför Rammsjöstrand.

När det gällde befästningsbyggen fanns det inte samma industribegränsningar. Redan under 1939 började man bygga kulsprutenästen längs den skånska kusten, vilket senare bildade Skånelinjen, populärt kallad "Per Albinlinjen" och kring Stockholm upprättades respektive moderniserades en inre och yttre H-linje (huvudförsvarslinje). Under vinterkriget påbörjade man Kalixlinjen vid finska gränsen och efter ockupationen av Norge byggdes värn på en mängd platser längs gränsen. Totalt byggdes ca 3 700 pjäsvärn och 152 km stridsvagnshinder i betong. Vidare byggdes ett stort antal kustartilleribefästningar, främst för att skydda viktiga hamnar och farledsförträngningar.

## Telekommunikationer

### Radio
AB Radiotjänst som startade sina rundradiosändningar i Sverige 1925, sände i endast en kanal och kunde höras i hela landet på mellan- och långvågsbanden. Fram till mitten av 1930-talet hade kristallapparaten varit den dominerande mottagaren för amplitudmodulerade radiosändningar, men genom spridningen av elektronrörstekniken var mottagarna nu sedan flera år allmänt försedda med högtalare. Man var tvungen att betala radiolicens - även för den radioapparat man eventuellt hade installerad i bilen.
Under kriget spelade radion en viktig roll eftersom den snabbt kunde förmedla nyheter, krismeddelanden och annan information. De flesta utländska radiostationerna i Europa kunde man ta in på kort-, mellan- och långvågsbanden och såväl Hitlers som Churchills tal kunde avlyssnas i direktsändning i hela Sverige. I slutet av 1939 ökades de svenska nyheterna till utlandet på kortvågsbandet och nyhetssändningar på tyska, engelska och franska infördes. Under krigsåren sände Sverige speciella program för utlandet ungefär 18 timmar varje vecka. I slutskedet av kriget rapporterade Radiotjänst fortlöpande om händelserna inför den tyska kapitulationen.

### Telefon och telegraf
Allmänhetens telekommunikationer bestod av telefon och telegraf. På grund av Telegrafverkets monopolställning fick man endast använda Telegrafverkets kabelnät och telefonapparater. I de större städerna och orterna på landsbygden hade de lokala telefonnäten börjat automatiseras, men de flesta telefonstationerna var fortfarande "manuella", det vill säga att telefonsamtalen kopplades upp av växeltelefonister. Även långdistanstrafiken var manuellt hanterad och man måste beställa "rikssamtal" hos särskilda rikstelefonister.
Att sända telegram inom landet var allmänt använt för korta och viktiga meddelanden. Telegram kunde sändas per telefon till telegrafstationen eller genom att lämna in den skrivna telegramblanketten direkt på telegrafstationen. Telegramblanketter med bilder av olika utseende för olika typer av uppvaktning på högtidsdagar fanns tillgängliga och att på telefon ringa in sådana telegram var populärt. De olika telegramblanketterna var avbildade i telefonkatalogen.

## Aktiviteter och propaganda för att stärka försvarsviljan
Programmet för beredskap och rustningar kunde inte genomföras med tillgängliga statliga medel och stora extra tillskott krävdes. Försvarslånen vände sig därför till allmänheten varvid alla hade möjlighet att köpa försvarsobligationer. Genom skicklig propaganda och utnyttjande av de så kallade personalteckningarna (varigenom en bestämd del av vecko- eller månadslönen användes för att betala försvarsobligationerna) lyckades man öka det individuella sparandet. Obligationsmarschen skrevs 1940 i avsikt att uppmuntra till köp av försvarsobligationer och spelades ständigt i Sveriges enda radiokanal.
Statens Informationsstyrelse (SIS) bedrev från 1941 en vaksamhetskampanj med parollen "Allvarstid kräver Samhällsanda Vaksamhet Tystnad". Budskapet visades på affischer, plakat och propagandamärken och var en uppmaning till allmänheten att inte prata bredvid mun om vad man visste om de åtgärder som vidtogs i beredskapshänseende. För vaksamhetskampanjen skapades också den mest kända av alla beredskapssymbolerna, "en svensk tiger", som framställdes som affisch, plakat och ett propagandamärke – JAG TIGER -  som skulle bäras på rockslaget. 
Under parollen Andlig beredskap arbetade både SIS sektion för kulturell folkberedskap (Folkberedskapen), den ekumeniska Kommittén för kristen beredskap (KKB) och Svenska kyrkans diakonistyrelses utskott för den andliga beredskapen (Beredskapsutskottet) för att främja folkets mentala styrka. Folkberedskapen tillsatte ett rikstäckande nätverk av ortsombud i syfte att stödja bildningsrörelser, trossamfund och andra som arbetade för folkets inre beredskap och för att övervaka stämningarna. KKB och Beredskapsutskottet anordnade tillsammans Den inre beredskapens dag den 30 juni 1940 med radiosänt program från Skansen. Var för sig anordnade de också bl.a. opinionsbildande möten, konferenser och kurser och utgav uppbyggliga och informativa skrifter. Representanter för Oxfordgrupprörelsen tog tillsammans med socialdemokraten Fredrik Ström också initiativ till ett uppmärksammat möte mellan riksdagsledamöter och kyrkomötesledamöter i Stockholms stadshus den 23 november 1941, där det proklamerades att "Den svenska linjen är den kristna linjen".
Redan 1940 hade fältjulklappar utdelats till beredskapssoldaterna runt om i landet. 1942 bildades en organisation, Fältjulklappen, med säte i Stockholm. Riksförbundet Sveriges Lottakårer var huvudansvariga, men i organisationen ingick dessutom Kvinnornas beredskapskommitté, Kronprinsessans gåvokommitté, Försvarsstaben, Arbetsgivareföreningen, Landsorganisationen, KF, Sveriges Köpmannaförbund och Socialdemokraten. 
För att stärka folkhälsan och fosterlandskänslan anordnades 1940 den så kallade riksmarschen som var ett marschprov som alla under hela beredskapstiden kunde delta i för att stärka sin kondition. Riksmarschmärket i brons eller silver delades ut efter genomfört prov.
Husmorsgymnastiken som började 1942 spred sig landet runt och tillmättes stor betydelse som ett slags förebyggande hälsovård. På Zinkensdamms idrottsplats i Stockholm där rörelsen startade hade man efter ett år 4000 deltagare.
Skidsporten var viktig för att stärka folkets hälsa. Riksskidmärket med devisen I FÄDRENS SPÅR instiftades 1940 och fick under 1941 och 1942 en enorm framgång med 217 000 respektive 120 000 godkända prov. Distansen 10 km skulle åkas på tiden 1 timme och 15 minuter för herrar och 1.30 för damer. För att stimulera skid- och skytteintresset instiftade Svenska Dagbladet 1940 Skidskyttemärket med devisen "frihetens värn" som kunde erövras i brons, silver och guld. Sammanlagt utdelades märket i 265 000 exemplar till och med 1945.
Filmproduktionen i Sverige inriktade sig till stor del på patriotiska beredskapsfilmer i syfte att främja befolkningens motståndsanda. Några kända beredskaps- och ockupationsfilmer från denna tid är Rid i natt (1942) i regi av Gustaf Molander, Alle man på post (1940) Det brinner en eld (1943). Typiskt för beredskapstidens filmproduktion var även ett ökat utrymme för nationella kortfilmer, producerade bland annat av Prins Wilhelm.

## Förföljelser och internering av kommunister

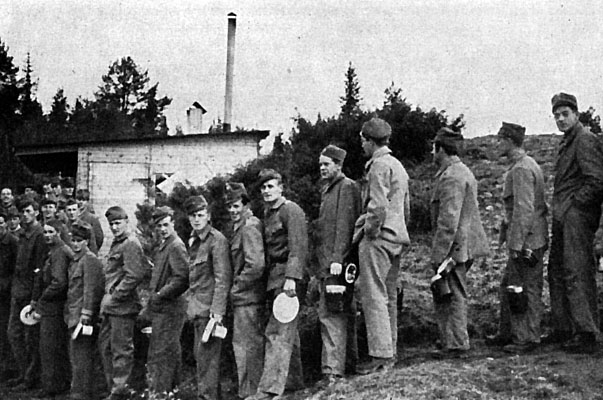
Matkö vid ett svenskt arbetskompani i Sveg.

Samlingsregeringen, krigsmakten och allmänna säkerhetstjänsten ansåg att anhängare till kommunistisk ideologi kunde utgöra ett hot mot landets säkerhet. Frågan om att förbjuda Sveriges kommunistiska parti lyftes i riksdagen under våren 1940. Anhängare till kommunistisk ideologi kartlades och i vissa fall bevakades. Deras, och misstänkta värnpliktigas tjänster, begränsades till särskilda interneringsläger, arbetsläger och förband, utan rättegång eller dom. De värnpliktiga hade i lägren ingen kontakt med militärens utbildning av stridande trupper eller väpnat materiel. 
Förutom interneringen var det främsta uttrycket för förföljelserna det transportförbud som infördes mot kommunistiska (men även anti-nazistiska) tidskrifter 1 mars 1940 till 17 mars 1944. Inskränkningen av tryckfriheten handlade om att staten inte skulle tillhandahålla transportmedel för tidskrifterna. Förbudet kom även att inbegripa motorfordon i enskild trafik.
Polisen genomförde tre landsomfattande razzior åren 1940–1942. Den första var den största och ägde rum 10 februari 1940. I den verkställdes husrannsakan hos 995 personer som misstänktes ha kopplingar till kommunistorganisationer. Även 45 föreningslokaler genomsöktes. De flesta av det svenska kommunistiska partiets distriktsledare fick sina hem genomsökta; somliga häktades medan andra kvarhölls några dagar.

## Efter Norges fall

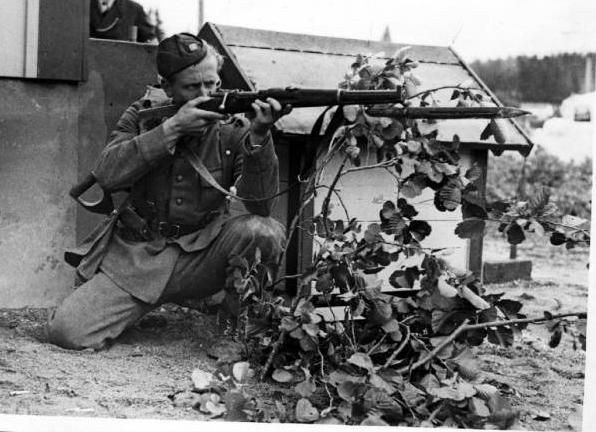
Svensk soldat vid ett skyttevärn under beredskapen.

I september 1940 hölls riksdagsval med nästan oförändrade resultat för de olika partierna och den 30 december 1940 ankom den första lejdbåten till Göteborg med last av livsmedel och tobak. Den 26 juni 1941, fyra dagar efter att Tyskland invaderat Sovjetunionen i Operation Barbarossa, gav den svenska regeringen tillstånd till att en fullt utrustad tysk division, Division Engelbrecht, transporteras från Norge till Finland för att sättas in vid striderna på östfronten. Denna transitering är den som uppmärksammats mest efter kriget, eftersom detta fall var ett öppet brott mot neutraliteten genom att transporten nu inkluderade även militärmateriel och inte enbart soldater på permission som i transporterna mellan Tyskland och Norge. Historiskt har det angivits att regeringens transiteringsbeslut föregicks av en regeringskris, "midsommarkrisen", dock hävdar en studie att krisen endast var en efterhandskonstruktion skapad i syfte att skydda Per Albin Hansson och Socialdemokraterna.

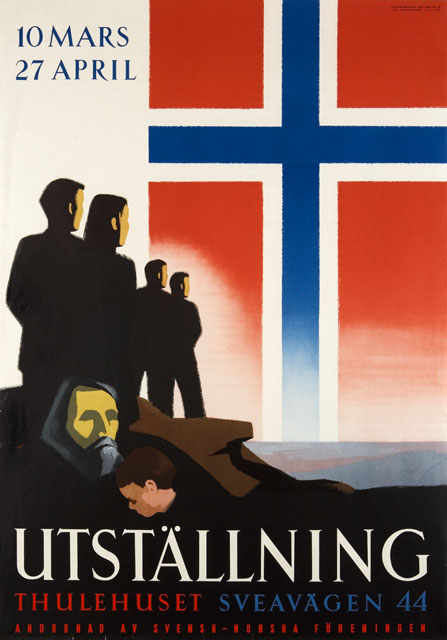
Affisch för den norska utställningen i Thulehuset i Stockholm 10-27 april 1943.

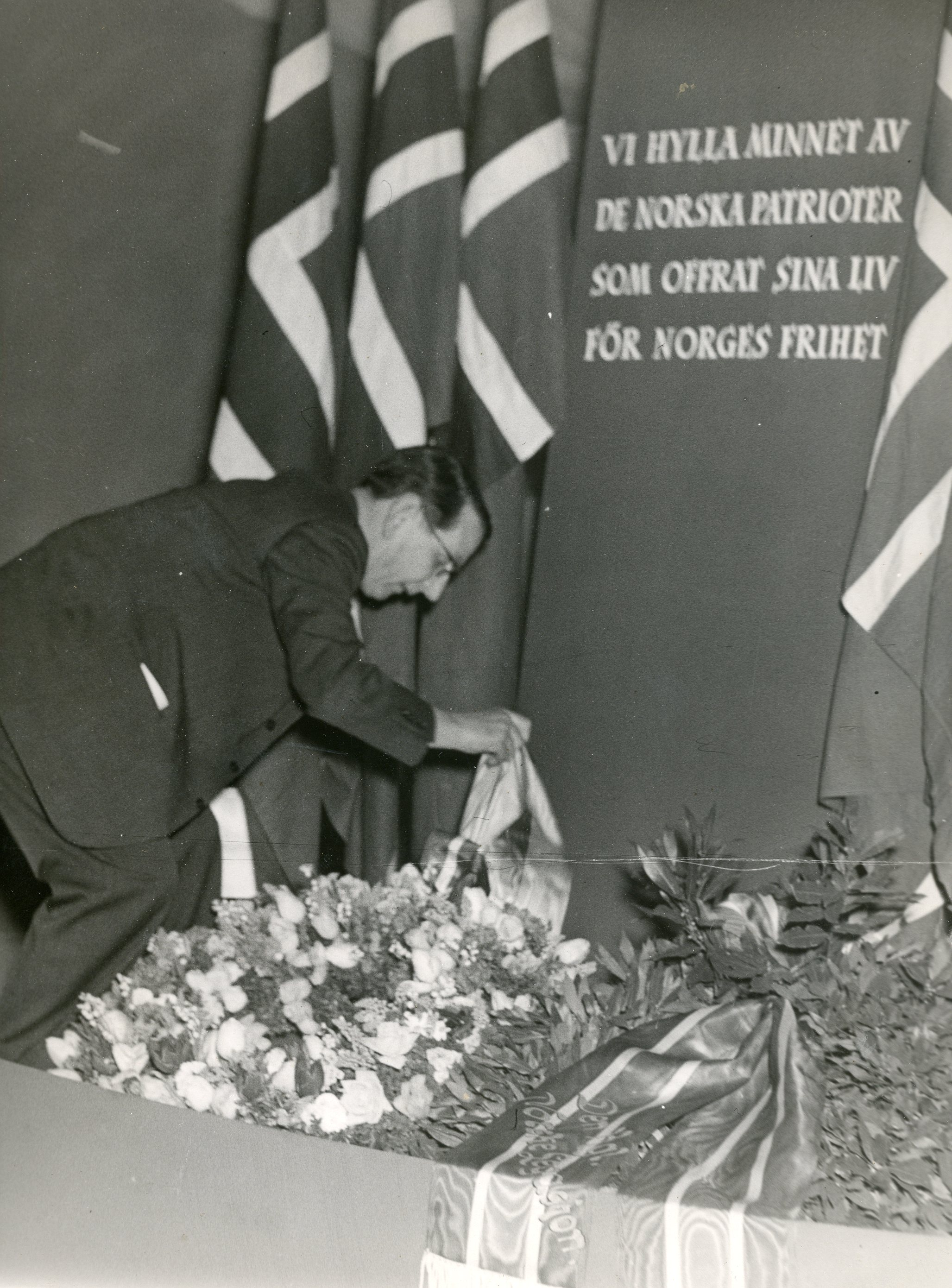
Svensk-norska föreningen arrangerade en minneshögtid på morgonen den 9 april 1943 i Thulehuset. Ordföranden Yngve Larsson nedlägger en krans.

Under hösten 1941 och vintern 1942 gick rykten om tyska förberedelser för ett anfall på Sverige. I februari 1942 inträffade februarikrisen, då tyskarna började bygga upp en slagstyrka i Norge för invasion av Sverige, eftersom Adolf Hitler var missnöjd med det bristande svenska stödet till krigföringen, och för att han inte trodde att Sverige skulle försvara sig mot britterna om de invaderade (genom Norge). Detta visste man i Sverige, eftersom den svenska underrättelsetjänsten knäckt de tyska koderna och kunde läsa de tyska diplomatiska telegrammen. Som svar på detta mobiliserades totalt 300 000 man i en jättelik militärövning i Jämtland i trettiogradig kyla. Man uttalade även till det finska sändebudet i Stockholm att Sverige skulle försvara sig mot britterna i händelse av invasion, i hopp om att tyskarna skulle snappa upp detta, vilket också skedde.
Den 13 mars 1942 ville sjutton svenska tidningar med Göteborgs Handels- och Sjöfartstidning i spetsen trycka artiklar med tortyrskildringar från norska fängelser. Efter en intensiv riksdagsdebatt beslutade regeringen att tidningarna skulle dras in. Orsaken till detta var att man trodde att dessa artiklar skulle kunna provocera nazisterna till att anfalla Sverige. Detta var ett av flera exempel på hur det av den tyske propagandaministern Goebbels påhittade begreppet "publicistisk neutralitet" fungerade i praktiken.
Den 31 mars 1942 kulminerade nästa kris. Ända sedan den tyska invasionen av Norge hade flera norska handelsfartyg legat kvar i Göteborgs hamn. Den norska handelsflottan hade av exilregeringen chartrats till Storbritannien och både engelsmännen och tyskarna (med de norska redarna som ombud) krävde att få tillgång till dessa så kallade kvarstadsbåtar. I början av 1941 förvärrades krisen, då fem av skeppen i "Operation Rubble" lyckades slinka ur hamnen och ta sig till England. Den svenska regeringen hänsköt ärendet till domstol, men bakom kulisserna utövade den svenska regeringen påtryckningar på domstolen för att tyskarna skulle få skeppen. Tyskarna hotade med att stoppa lejdtrafiken om kvarstadsbåtarna gick till engelsmännen, och den svenska regeringen ville inte att detta skulle ske. Trots påtryckningarna beslutade Högsta domstolen till sist att skeppen var fria att ta sig till Storbritannien. Den sista mars löpte de tio skeppen i "Operation Performance" ut under eskort fram till internationellt vatten. Där utanför väntade tyska beväpnade bevakningsfartyg och flygplan, och i det följande gatloppet genom Skagerrak sänktes fem av skeppen av den egna besättningen för att undgå att erövras. Ytterligare ett sänktes i Nordsjön av en brittisk jagare då bogsering misslyckats, och två lyckades ta sig till England. 19 sjömän dog under Operation Performance och 236 skickades till koncentrationsläger, där ytterligare 44 av dem avled. De sista två skeppen, lastfartygen Lionel och Dicto återvände till Göteborg. Under resten av kriget fortsatte tvisten om dessa två skepp mellan Tyskland och Storbritannien, men de blev fortsatt kvar i Sverige. Vid ett tillfälle skulle de två skeppen bytas mot två brittiska tankfartyg med olja, men då ströp tyskarna lejdtrafiken och bytet avbröts. Dock hann tankfartygen anlända till Sverige.
Den 31 oktober bildades Svensk-norska föreningen i Stockholms stadshus Syftet var från början att ge humanitärt stöd till det ockuperade Norge och att hjälpa de norska flyktingarna i Sverige. Under åren 1942–48 var borgarrådet Yngve Larsson föreningens ordförande. Föreningen arrangerade bland annat en norsk utställning i Thulehuset i Stockholm 10-27 april 1943.
Den 9 mars 1943 blickade det svenska näringslivet framåt med en toppkonferens sammankallad av finansminister Ernst Wigforss om övergången till fredsekonomi. Kung Gustaf V fyllde 85 år den 16 juni samma år med stora hyllningar.

## Sjökriget i Östersjön

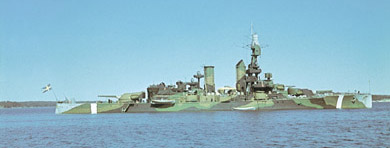
Neutrala fartyg utmärktes med vita band i för och akter. Här pansarskeppet.

Efter den tyska ockupationen av Danmark, den 9 april 1940, förekom i princip inte några stridshandlingar inom Östersjöområdet. Nazityskland och Sovjetunionen stod i förbund med varandra genom Molotov-Ribbentrop-pakten. Efter krigsutbrottet dem emellan den 22 juni 1941 vidtogs en rad åtgärder av marinen:
- Svenska örlogsfartyg som skulle uppträda till sjöss målades från den 23 juni med vita tvärstreck på däck och sidor för att tydligt kunna identifieras som neutrala fartyg och därmed undgå vådabeskjutning från de krigförande.
- För att möjliggöra sjöfartskontroll av svenskt territorialvatten utanför Öland utlades den 28 juni 1941 en minering som stod under ständig bevakning av ett örlogsfartyg. Halvannan vecka senare seglade en tysk konvoj som inte ville låta sig kontrolleras in i minfältet varvid tre hjälpfartyg sänktes.
- För att kunna ingripa vid gränskränkningar och eventuellt kunna internera främmande krigsfartyg på ostkusten, förlades från den 5 juli ett pansarskepp, ett antal jagare och en ubåtsdivision i omgångar till Orrbasen utanför Valdemarsvik.

Ända sedan krigets början hade de allierade undersökt möjligheterna att stoppa de svenska malmtransporterna till Tyskland. I och med Sovjetunionens inträde i kriget öppnade sig en reell möjlighet till detta. Från 1942 började sovjetiska ubåtar sänka fartyg på svenskt territorialvatten med torpeder. Detta kunde göras från ubåtar som befann sig på internationellt vatten. Med anledning av detta utfärdade Överbefälhavaren i juni direktiv om att ubåtar som upptäcktes i undervattenläge i närheten av svensk eskort skulle angripas även på internationellt vatten såväl när skyddsföremålen befann sig på svensk vatten som på internationellt vatten mellan fastlandet och Gotland. Under år 1943 skedde inga torpederingar, beroende på att Finland och Tyskland, som då ockuperat Estland, upprättat ett sammanhängande ubåtsnät tvärsöver Finska vikens mynning.
Inför tyskt hot om att beslagta den danska örlogsflottan, sänktes huvuddelen, 27 enheter, av egna besättningar medan 13 mindre fartyg den 29 augusti 1943 lyckades att fly över till hamnar i Skåne. Nästa dag fick dessa under svensk eskort gå vidare till Karlskrona för avrustning. Följande år i september 1944 lyckades de civila danska färjorna Holger Danske och Storebaelt smita ifrån eskorterande tyska fartyg och ta sig in till Helsingborg. Då man fick underrättelser om ett tyskt fritagningsförsök flyttades färjorna i största hemlighet den 12 december 1944 under skydd av en eskortstyrka till Malmö respektive Karlskrona. Dessa danska fartyg användes tillsammans med en hjälpfartygsflottilj att återföra den danska brigaden "polistrupper" till Helsingör den 5 maj 1945.

## Bombningar och olyckor
Den svåraste olyckan som drabbade försvaret under kriget, inträffade i oktober 1940, då en transportfärja under en överskeppningsövning sjönk på sjön Armasjärvi, varvid 46 personer omkom. Sverige fick en påminnelse om permittenttrafikens verkliga natur i och med Krylbosmällen den 19 juli 1941, då ett tyskt ammunitionståg med destination Finland exploderade i närheten av Krylbos järnvägsstation. Trots att explosionen var omfattande dödades ingen människa, men många fönsterrutor krossades i Krylbo. I efterhand har man spekulerat i att det handlat om brittiskt sabotage, men inga egentliga bevis finns för detta. Orsaken till att ingen människa dödades var att ett lokbiträde hade bogserat bort de brinnande vagnarna från stationsområdet, innan de exploderade.

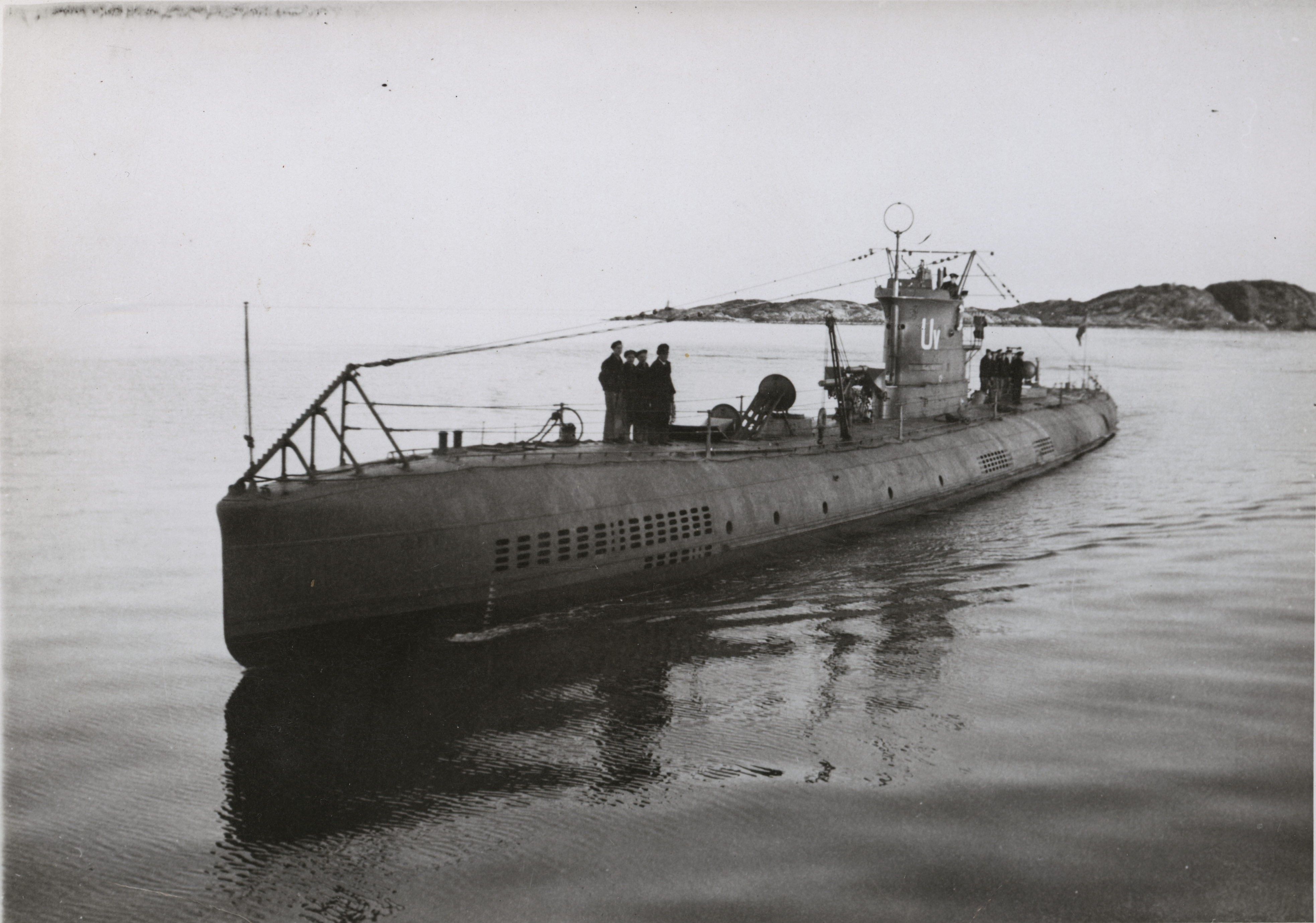
Ubåten sänktes av en tysk mina den 16 april 1943. Hela besättningen på 33 man dödades.

Den 17 september samma år var det dags för ännu en förödande explosion i Sverige, då Horsfjärdskatastrofen inträffade. De tre svenska jagarna Klas Uggla, Klas Horn och Göteborg förstördes av en explosion ombord på Göteborg, som startade en brand som spred sig till de två andra fartygen, där de låg för ankar i Hårsfjärden. 33 man dödades och 17 skadades i denna explosion, en av Sveriges värsta katastrofer under krigstiden. Även i detta fall har det spekulerats i om det handlat om brittiskt sabotage, som hämnd för transiteringarna, men inte heller här finns det några bevis för något sådant. Fast orsaken inte är helt klarlagd, tror man allmänt att det hela handlade om en olyckshändelse.
Den 15 april 1943 försvann ubåten Ulven utanför Marstrand på västkusten. Sökandet blev intensivt, men först den 5 maj hittade man Ulven, som var minsprängd, troligtvis av en tysk mina. Det tog två månader att bärga båten och begrava hela besättningen på 33 man. Händelseförloppet följdes med intresse av landets media och nyheten om förlisningen skapade förstämning i landet.
Kvällen den 22 februari 1944 flög flera sovjetiska bombflygplan in över Sverige. De släppte bomber över Stockholm, Strängnäs, Södertälje och Nacka. I Stockholm hade Eriksdalsteatern nyligen uppförts på den plats på Södermalm där Eriksdalsbadet ligger idag. Den nya teatern förstördes av bomberna. Som ett under dödades ingen, men hus och många hundratals fönsterrutor förstörs av explosionerna. En kvinna skadas. En teoretiserad anledning till de ryska bombningarna var att tvinga de svenska myndigheter att frisläppa Vasilij Sidorenko, en rysk spion som satt fängslad på Långholmen i Stockholm. Fem dagar efter bombningarna lämnade Sidorenko Sverige med kurirflyg. Det finns inga bevis för att detta var anledningen till bombningen. Svenska myndigheter valde att acceptera den sovjetiska förklaringen att det handlade om en felnavigering (de sovjetiska bombplanen egentliga mål var Åbo och bomberna var därför menade för Finland). Av 220 startande plan i Åboräden flög endast en handfull in över det svenska fastlandet.
Under beredskapsåren anhölls totalt 1 800 personer i Sverige misstänkta för brott mot rikets säkerhet. Runt 500 av dessa ledde till åtal och 444 personer dömdes. Av dessa brott hade 204 begåtts för västmakternas räkning, 140 för Tyskland och 100 för Sovjetunionen.

## Transiteringstrafiken stoppas
Den 5 augusti 1943 stoppades transiteringarna till Norge slutligen. Krigslyckan hade vänt för Tyskland och i Sverige såg man sig inte längre tvingade att tillåta dessa transporter till det ockuperade Norge. Detta var en del av en omsvängningen av den svenska utrikespolitiken till förmån för de allierade, och som ett tecken på de försämrade relationerna med Tyskland sköts ett par svenska kurirplan (SE-BAG och SE-BAF), som gick med handelsvaror (bland annat kullager) till Skottland - en handel som pågått under hela kriget - ner av tyska plan. 1943 var också det år som utbildningen av de så kallade polistrupperna organiserades bland norska och danska flyktingar i Sverige. Officiellt handlade det om poliser som utbildades, för att efter krigsslutet kunna hålla ordning i de befriade länderna. I verkligheten utbildades polistrupperna som reguljärt infanteri, och den 5 maj stod till och med en division svenska bombplan målade i danska färger, och med danska piloter utbildade i Sverige, redo att ta del i befrielsen av Danmark. Hemliga amerikanska kurirflygningar genomfördes i Sverige (Operation Sonnie) under slutet av kriget, för att ta norska motståndsmän och amerikanska piloter till England. En del norska polistrupper och materiel flögs på begäran från norska exilregeringen, från flygbasen Kallax till Finnmarksvidda och Kirkenes i transportplan från det amerikanska flygvapnet under vintern och våren 1945. Sverige stod även redo att aktivt gå med i kriget genom Operation rädda Danmark, en operation som avblåstes den 5 maj 1945 då de tyska styrkorna i Danmark kapitulerade.

## Svenskar i utländsk krigstjänst
| Part                                                                |                | Antal i krigstjänst | Antal dödade | Antal sjömän |
| ------------------------------------------------------------------- | -------------- | ------------------- | ------------ | ------------ |
| Allierade                                                           |                | 1 000               | 900          | 8 000        |
| Norge                                                               | Norge          | 900+                |              |              |
| Storbritannien                                                      | Storbritannien | 30+                 |              |              |
| Sovjetunionen                                                       | Sovjetunionen  | 30+                 |              |              |
| USA                                                                 | USA            | Ingen data          |              |              |
| Axelmakterna                                                        |                |                     |              |              |
| Finland*                                                            | Finland        | 9 760               | 116          |              |
| Nazityskland                                                        | Nazityskland   | 270                 | 50           | 500          |
| * Frågan om Finlands förhållande till axelmakterna är omdiskuterad. |                |                     |              |              |

Ett relativt stort antal svenskar deltog trots allt ändå i andra världskriget, de flesta som finlandsfrivilliga i Svenska frivilligkåren under det finska vinterkriget 1939–40 och som sjömän på handelsfartyg och transportfartyg i de allierades tjänst 1939–1945. Till Svenska frivilligkåren under finska vinterkriget antogs 8 260 personer, varav dock endast ett mindre antal hann insättas i strid innan freden. Antalet stupade uppgick till 33. Ytterligare 180 stycken sårades, varav 50 genom direkta stridshandlingar. Drygt 300 svenskar, varav många Finlandsfrivilliga, gick in i Norge 1940 för att strida mot tyskarna.
Efter avtal med Storbritannien och senare även med USA kom en betydande del av den svenska handelsflottan att chartras av de allierade. Totalt kom 8000 svenska sjöman att vara i krigstjänst för de allierade, varav över 900 fick sätta livet till. Även Tyskland chartrade svenska fartyg, ca 500 svenska sjöman arbetade på uthyrda svenska tankfartyg som gick mellan tyska hamnar och Norge respektive Baltikum. Över 1 000 svenskar bosatta i Sverige tog värvning på den allierade sidan, flertalet för Norge. Minst 30 svenskar var frivilliga i den brittiska krigsmakten, de flesta i specialförband, den mest kände kanske Allan Mann i SOE, eller som piloter i brittiska flygvapnet och norska Luftforsvarets två skvadroner 331 och 332, som Tage Ståhlenberg, Roy Heise (omkommen i flygolycka 1944) och Nils Melin (sedermera representant för UNRRA). Det fanns dessutom ett antal frivilliga svenskar i den amerikanska armén, marinen och flygvapnet som hade lyckats lämna Sverige under kriget.
I det finska fortsättningskriget kom över 1 500 rikssvenskar att delta, de flesta i Svenska frivilligbataljonen och i Svirkompaniet. Av dessa stupade 83. Ett fåtal svenskar deltog i kriget på sovjetisk sida, många av dessa hade utvandrat till Sovjet innan 1939. Sovjet skaffade sig också ett sabotagenätverk (Bernhardorganisationen) med svenskar i Sverige, som dock avslöjades av den svenska säkerhetspolisen 1941. Det fanns också svenskar som var medlemmar av motståndsrörelser. Mest betydelsefulla var de så kallade Warszawasvenskarna samt Alice Habsburg i Polen. Flera svenskar fungerade som kurirer till den norska motståndsrörelsen, bland annat den blivande svenske utrikesministern Sten Andersson. Denne blev sedermera frivillig i den så kallade Norgebataljonen som 1945 var på väg att överföras från Sveriges till Norges krigsmakt.
Bland de drygt 200 000 svenskamerikaner som mobiliserades fanns ett okänt antal som fortfarande var svenska medborgare.

### Svenskar i Waffen-SS
Omkring 270 frivilliga från Sverige gick med i Waffen-SS, varav 50 stupade, enligt uppgifter från 2014 i en serie böcker av Bosse Schön. Uppgifterna baseras på säkerhetspolisens personakter som avhemligats under 2000-talet. Lars Gyllenhaal uppger i en bok från 2008 att cirka 200 svenskar, finlands- och estlandssvenskar ej medräknade, deltog som frivilliga på Tysklands sida där de flesta, cirka 180, tjänstgjorde i Waffen-SS och de cirka 100 som gjorde fronttjänst stupade 28 personer. Efter Tysklands invasion av Sovjetunionen den 22 juni 1941 hade Tyskland försökt värva svenskar men inledningsvis anmälde sig endast 31 stycken under perioden juli-augusti 1941. Den svenska regeringen försökte förhindra att svenskar tog värvning och från september 1941 förvägrades svenskar utresetillstånd för utländsk krigstjänst annat än i den finska krigsmakten. Antalet svenskar i Waffen-SS kan jämföras med 750 schweizare, 6 000 danskar, 6 000 norrmän och 22 000 holländare.
Efter återkomsten till Sverige förhörde den svenska polisen dem aldrig om deras krigshandlingar, utan frågade dem bara om de varit lojala mot den svenska staten. Några berättade dock spontant i förhören och för andra om sitt deltagande i massavrättningar på östfronten, bland annat av judar. Ingen av dem fälldes personligen i Nürnbergrättegångarna, men hela SS dömdes som en krigsförbrytarorganisation. Ungefär 100 av svenskarna var organiserade nazister och det vanligaste motivet bland dem var att de ville strida mot Sovjetunionen. Säkerhetspolisen hade de flesta av dem under bevakning under resten av deras liv.

## Flyktingströmmarna och Sveriges insats
Eftersom Sverige var det enda landet i Nordeuropa som inte var ockuperat eller officiellt krigförande, sökte sig många människor från grannländerna till Sverige. Dessa uppgick till mer än 120 000, som civilförsvaret fick i uppgift att ta hand om. Den största gruppen, kring 50 000, var norrmän. 
I samband med Fortsättningskrigets slut kom 48 500 flyktingar från Finland.[källa behövs]

### Flyktingmottagande före 1943
Åren 1933–39 hade cirka 300 000 judar flytt Tyskland. Vid krigsutbrottet hade Sverige släppt in omkring 5 000 flyktingar, varav cirka 3 000 judar. Sverige tog emot färre flyktingar än till exempel England, Frankrike, Holland och Belgien, även relativt sett.
Regeringen Hansson II hade i februari 1939, av hänsyn till den allmänna opinionen, sett sig tvungen att avvisa judiska intellektuella flyktingar. Härvid spelade resolutioner vid Uppsala universitet, Stockholms högskola och Lunds universitet en avgörande roll. Studenterna hänvisade till arbetslösheten bland akademikerna. Men det rådde också en ganska allmän enighet bland det svenska folket om att en större invandring av judar inte var önskvärd. Man ansåg att integrering skulle bli svår och det höjdes röster som varnade för att följden kunde bli utbrott av antisemitism.
Den 22 februari 1939 beslutade Första kammaren i riksdagen att för budgetåret 1938/39 lägga till 500 000 kronor till flyktingars uppehälle, beredande av yrkesutbildning i vissa fall, samt avresa från Sverige.
I september 1939 utfärdades i Sverige viseringstvång för alla utomnordiska utlänningar, men redan 1938 hade svenska utrikesdepartementet meddelat viseringsmyndigheterna att tyska judar tillhörde den grupp som Sverige inte ville släppa in i landet. I början av hösten 1938 framförde svenska utrikesdepartementet önskemål att särskilja judars pass från övriga tyskars pass. Sverige hotade med att införa viseringstvång för alla tyska medborgare om man inte kunde särskilja de icke-önskvärda. Tyskland stämplade då ett rött "J" i tyska judars pass, de så kallade "J-passen" så att man lättare skulle kunna avvisa dem vid gränsen.
Invandringen från Tyskland sjönk till ett minimum.
Kriget och insikten om allvarliga förföljelser av judar ändrade situationen. Hösten 1942 lyckades ungefär 500 norska judar fly till Sverige.[källa behövs]

### Flyktingmottagande 1943 och senare
Först när krigslyckan för Nazityskland hade vänt lades den svenska flyktingpolitiken om och man tog exempelvis emot norska och danska judar. Mot krigsslutet tog Sverige emot hundratusentals flyktingar.
Under hösten 1943 kom ca 10 000 flyktingar över Öresund. En särskild flyktinggrupp utgjorde de 30 000 personer från de baltiska staterna Estland, Lettland och Litauen som efter kriget inte kunde återvända. Många av dessa utvandrade vidare till Nordamerika.
Under 1943 tog Sverige emot nästan samtliga av Danmarks 8 000 judar. Vid upplösningen av den danska regeringen under sommaren 1943 hade de tyska myndigheter beslutat att deportera den dansk-judiska befolkningen till koncentrationsläger. Nästan samtliga judar, över 7 500, transporterades framgångsrikt över Öresund i en omfattande räddningsinsats. Väl i Sverige gavs de asyl och togs om hand. Många kom att stanna i Sverige efter kriget. Aktionerna möjliggjordes av Sveriges neutralitet.
Neutraliteten gjorde det även möjligt för Sverige att få tillgång till Tyskland, något som inte bara var användbart för Sverige utan även för de allierade. Kung Gustaf V försökte använda sina diplomatiska kontakter med tyska diplomater för att övertyga dem om att behandla judarna mer humant, kungens korrespondens visar dock att försöken hade liten framgång. Greve Folke Bernadotte lyckades kommunicera med den tyska regeringen och föra tillbaka information till Sverige, i likhet med andra diplomater. Bernadotte var ledare för en svensk expedition som räddade 15 000 fångar från koncentrationslägren, inklusive många judar. Med hjälp av de vita bussarna räddades skandinaver och andra nationaliteter från koncentrationslägren i de tyskkontrollerade områdena av svenska staten och det svenska Röda Korset i mars och april 1945. En annan svensk diplomat som arbetade för samma mål var Raoul Wallenberg, som kan ha lyckats rädda upptill 100 000 ungerska judar.
De norska och danska flyktingkontoren hade hand om flyktingarnas kulturella, sociala och ekonomiska förhållanden. Danmark täckte utgifterna med en kredit och den Norska exilregeringen i London täckte kostnaderna för norrmännen. Efter kriget sände Sverige omkring en miljard svenska kronor i bistånd till grannländerna för att hjälpa dem att hämta sig från förstörelse som orsakats under kriget.[källa behövs] Biståndssumman motsvarar ungefär 18,8 miljarder kronor i 2009 års penningvärde.

## Utbildning av norska och danska styrkor
Från sommaren 1943 påbörjades rekrytering av norska flyktingar i Sverige till militärtjänst. Detta skedde i samförstånd med den norska exilregeringen i London. För att inte väcka Tysklands protester angavs att det var fråga om "polistrupper”. De första utbildningslägren var Öreryd i Småland och Kjesäter i Södermanland. Utbildningen omfattade inledningsvis lätta handeldvapen, men successivt tillfördes tyngre vapen. Dessutom bedrevs sjukvårdstjänst och förbindelsetjänst. Större fältövningar bedrevs i Dalarna i december 1944 och i Hälsingland våren 1945. Den senare övningen omfattade 8 000 man, vilket var den största norska fältövningen efter första världskriget. Totalt utbildades 13 000 norska soldater i Sverige.
Uppsättningen av danska styrkor gick långsammare, då det inte fanns någon dansk exilregering. Dessutom var antalet danska flyktingar färre. Vid krigets slut hade dock en dansk brigad om 3 600 satts upp. I Sverige fanns för den händelse att Sverige skulle dras in i kriget, eller om tyskarna vid en reträtt skulle tillämpa brända jordens taktik, vilket hade skett i Finland 1944, en offensiv militär planläggning för att gå in i Norge respektive Danmark. Dessa planer kallades Operation rädda Norge, RN och Operation rädda Danmark, RD.
Planerna behövdes ej sättas i verket. Den danska brigaden överfördes vid de tyska styrkorna i Danmarks kapitulation den 5 maj 1945 från Helsingborg till Helsingör, medan de norska förbanden kunde marschera in i Norge efter den 8 maj.

## Krigshandlingar mot och av Sverige

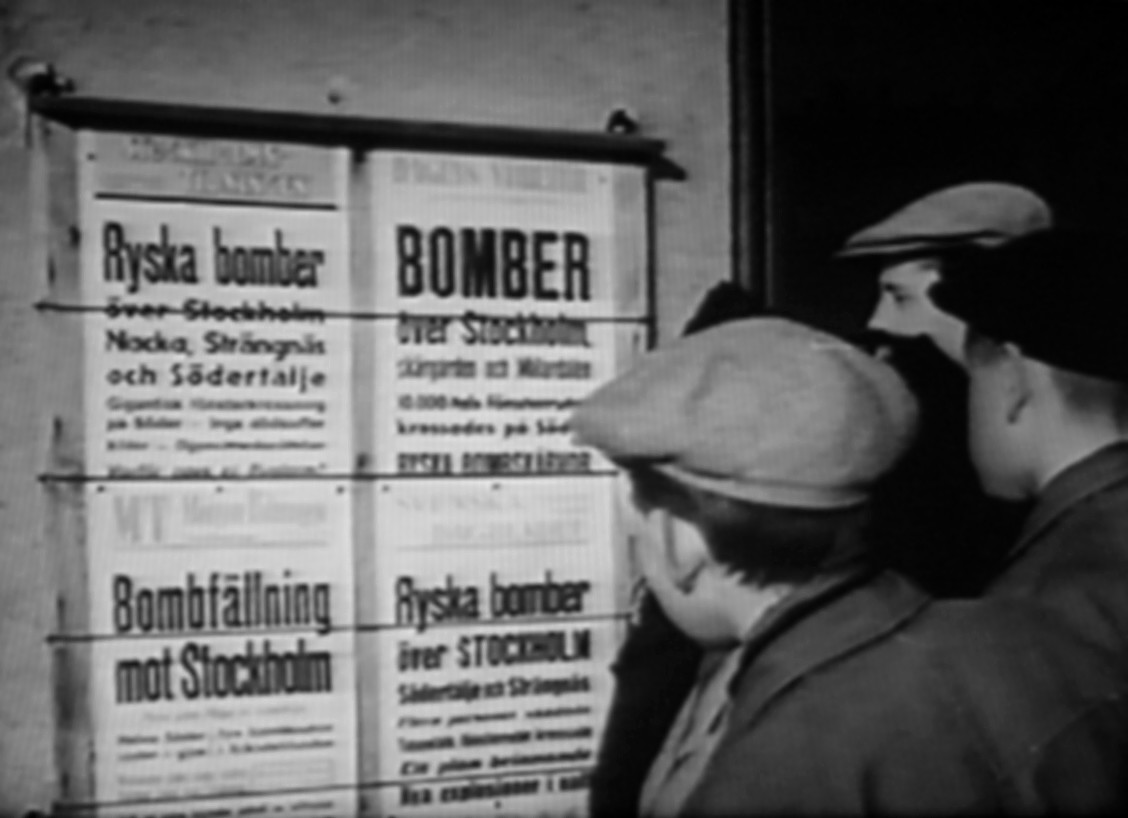
Tidningsrubriker efter ryska bomber i Stockholm, Nacka, Strängnäs och Södertälje under februari 1944.

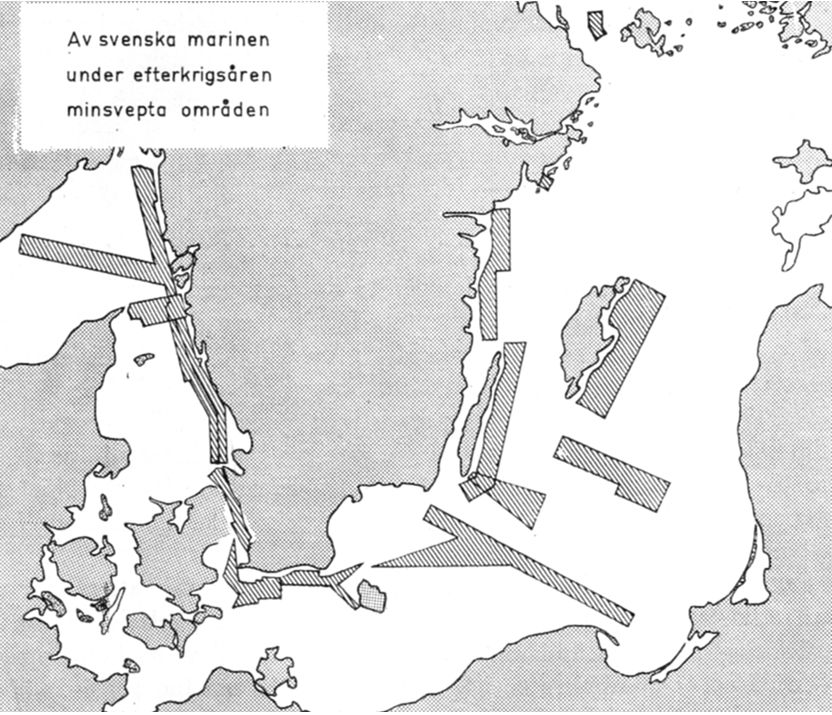
Av svenska marinen under efterkrigstiden minsvepta områden.

Även Sverige och svenska intressen utsattes för krigshandlingar under kriget. Sovjetiska bombningar av Norrbotten 1940 ingick sannolikt i försöken att skrämma Sverige från att engagera sig mer för Finland i vinterkriget.
Under 1942 utkämpade den svenska marinen ett inofficiellt men högst reellt krig mot sovjetiska ubåtar i Östersjön, vilka angripit och sänkt svenska handelsfartyg. Något hundratal tyskar och ett okänt antal sovjetiska soldater eller sjömän dödades av svenska insatser eller minor. Vid totalt tretton tillfällen drabbades Sverige av direkta bombanfall.

## Förluster för den svenska sjöfarten
Förluster i liv och fartyg gjordes under beredskapstiden. Handelsflottan förlorade 206 fartyg med 1270 omkomna svenskar samt ytterligare 37 omkomna utan förlust av fartyg. Dessutom konfiskerades 25 fartyg. Fiskeflottan förlorade 31 fartyg med 89 omkomna svenskar och örlogsflottan åtta fartyg med 92 omkomna svenskar. Förlusten i människoliv var totalt sett mycket högre då många av de förlorade fartygen inom handelsflottan hade internationella besättningar.

## Efterkrigsminsvepningen
För sjöfarten var farorna inte över för att striderna upphört. Under kriget hade 100 000-tals minor lagts ut. Många slet sig och drev iland, speciellt på västkusten, där de utgjorde en fara för civilbefolkningen. Under kriget oskadliggjordes 3775 minor och 272 sprängbojar, det vill säga svephinder. Röjningen av minorna koordinerades genom The International Mine Clearance Board i London, till vilken organisation Sverige anslöt sig.
Efterkrigsminsvepningen kom att ta marinens resurser i anspråk under resten av 1945, 1946 och 1947 med undantag för vintermånaderna. I medeltal deltog drygt ett 40-tal fartyg. Enbart under 1946 uppgick deras sammanlagda svepsträcka till 11 varv runt jorden. Därvid oskadliggjordes ytterligare 1000 minor. Detta hindrade dock inte att minsprängningar inträffade flera år efter krigsslutet. Först år 1976 friförklarades samtliga svenska vatten från minor.

## Efter kriget
Att tänja på neutraliteten gav Sverige mycket stora fördelar under kriget. Men när kriget var slut fanns det länder i Europa, samt USA, som föraktade Sverige.
Staffan Thorsell sade 2010 att Sveriges politik under kriget kunde kallas för feg, försiktig, realistisk eller egoistisk men att målet var att hålla Sverige utanför kriget och för att nå det målet lät man moraliska hänsyn komma i andra hand. Han ifrågasatte vad han ansåg vara en skönmålning i efterhand av Sveriges utrikespolitik under kriget.